# 全国脱贫攻坚先进个人
中国共产党中央委员会、中华人民共和国国务院授予康柏利等1981名中共党员“全国脱贫攻坚先进个人”称号。

## 北京市
1. 康柏利：北京市延庆区第一职业学校汽车工程系副主任
2. 刘长安：北京凯达恒业农业技术开发有限公司董事长兼总经理
3. 任轶：西藏自治区拉萨市人民医院党委副书记、院长（挂职），北京积水潭医院原办公室主任
4. 吴进宝：北京银行股份有限公司乌鲁木齐分行驻新疆和田市吉亚乡阿孜乃巴扎村第一书记、工作队队长
5. 秦俊彪：首钢新闻中心专题室副主任
6. 孙金成：西藏自治区拉萨市发展和改革委员会副主任（挂职），北京市扶贫协作和支援合作工作领导小组西藏拉萨指挥部项目部部长
7. 邓鹏翔：新疆维吾尔自治区和田地区发展和改革委员会党组成员、副主任（挂职），北京市扶贫协作和支援合作工作领导小组新疆和田指挥部规划财务部部长
8. 马晨（回族）：青海省玉树藏族自治州委组织部副部长（挂职），北京市扶贫协作和支援合作工作领导小组青海玉树指挥部党委委员、综合办公室主任、宣传和人力资源部部长
9. 闫新疆：内蒙古自治区赤峰市扶贫开发办公室综合科副科长（挂职），北京北广传媒移动电视有限公司办公室主任
10. 刘金波：河北省张家口市怀安县委常委、副县长（挂职），北京市怀柔区九渡河镇政府副处职
11. 张杰：北京经济技术开发区经济发展局协同合作处处长
12. 张嵩：北京市东城区对外联络服务办公室综合科科长
13. 张钧：东北师范大学附属中学朝阳学校副校长
14. 马向涛：北京市海淀区医院管理中心副主任
15. 安钟岩（女）：北京丰顺工贸集团董事长兼总经理
16. 贺迎潮（女）：北京市石景山区接受捐赠事务管理中心主任，北京市石景山区慈善协会秘书长
17. 管浩明：北京市门头沟区人力资源和社会保障局一级主任科员
18. 蒋京春：北京市通州区大杜社中学教师
19. 许静（女）：北京市顺义区政府投资项目资金运行服务中心主任
20. 戚学政：北京市昌平区中医医院医生
21. 雷剑（土家族）：中国中医科学院广安门医院南区医生，北京市大兴区麻醉质量控制中心副主任
22. 魏学东：拉萨北京实验中学教师，北京市怀柔区第一中学教师
23. 李广富：平洛森浓农业科技有限公司总经理
24. 李磊：内蒙古自治区赤峰市巴林右旗扶贫办副主任（挂职），北京市密云区应急管理局执法监察大队队长
25. 池凤英（女）：北京市延庆区卫生健康委一级主任科员

## 天津市
1. 高燕梅（女）：甘肃省甘南藏族自治州卫生健康委原副主任，天津市河东区体育局党组书记、局长
2. 张秀燕（女）：天津阳光义工爱心社社长
3. 程维：滴滴出行科技有限公司董事长兼首席执行官
4. 班立桐：天津农学院农学与资源环境学院教授
5. 李景龙：天津津垦牧业集团有限公司党委书记、董事长
6. 芦玉香（女）：天津市第九批援疆专业技术人才，天津市西青区精武镇社区卫生服务中心副主任医师
7. 赵宏：天津市第九批援疆专业技术人才，天津交通职业学院汽车工程学院本科教研室主任
8. 杨晖：云账户（天津）共享经济信息咨询有限公司董事长
9. 陈中红（女）：宜垦（天津）集团有限公司董事长
10. 王斌：西藏自治区昌都市委组织部原副部长，天津市河西区科学技术协会党组书记、主席
11. 赵树明：青海省黄南藏族自治州自然资源局原副局长，天津市城市规划设计研究总院有限公司副总规划师
12. 魏丰：天津市宁河区工业和信息化局离休干部
13. 陈继红（女）：天津开发区慈善协会秘书长
14. 于学艳（女）：天津市蓟州区于学艳爱心志愿者服务协会党支部书记、会长
15. 杨春武：河北省承德市委常委、副市长（挂职），天津市和平区副区长
16. 马步云：天津三鹰农副产品加工有限公司执行董事兼法人代表、总经理
17. 陈洪顺：天津市第九批援藏专业技术人才，天津市宁河区宁河镇中学德育主任
18. 石振华（女，蒙古族）：天津市第八批援藏专业技术人才，天津市河西区中医医院副主任医师
19. 周明陶：天津市宁河区板桥镇盆罐庄村驻村帮扶组组长兼第一书记，天津海关所属宁河海关二级高级主办
20. 于一民：天津市第九批援疆专业技术人才，天津中德应用技术大学智能制造学院教师
21. 严立淼：天津亿联控股集团有限公司董事长
22. 罗思维：甘肃省甘南藏族自治州迭部县原县委常委、副县长，天津市河东区春华街道办事处党工委副书记、三级调研员
23. 戴建良：天津市蓟州区出头岭食用菌产销协会党支部书记、会长

## 河北省
1. 贾茹（女）：行唐县昊腾残疾人双创园园长
2. 崔雪琴（女）：赞皇县雪芹棉产品开发有限公司董事长
3. 苏建辉：行唐县上方乡西城仔村驻村工作队队长兼第一书记，国家税务总局石家庄市税务局税收经济分析科副科长
4. 董晓航：平山县委书记
5. 赵永利：石家庄市扶贫开发办公室党组书记、主任
6. 吴清海（满族）：承德市委常委、统战部部长，市政府党组副书记
7. 张志民（满族）：承德市扶贫开发办公室党组书记、主任
8. 孙志强（满族）：丰宁满族自治县南关蒙古族乡党委书记
9. 张国军（满族）：围场满族蒙古族自治县黄土坎乡党委书记
10. 康海坡（满族）：围场满族蒙古族自治县扶贫开发办公室党组副书记、主任
11. 刘福（满族）：隆化县扶贫开发办公室党组书记、主任
12. 鲁文学：平泉市扶贫开发办公室党组书记、主任
13. 孟凡东：承德县财政局党组书记、局长
14. 张学松（满族）：滦平县扶贫开发办公室党组书记、主任
15. 李学申：兴隆县扶贫开发办公室党组书记、主任
16. 徐景升（蒙古族）：丰宁满族自治县波罗诺镇官梁村驻村工作队第一书记，国网冀北电力有限公司丰宁县供电分公司副经理
17. 回建（回族）：张家口市委书记
18. 刘雪松：张家口市副市长兼康保县委书记
19. 张瑞峰：张家口市委、市政府副秘书长，市扶贫开发办公室党组书记、主任
20. 郭新耀：赤城县委书记
21. 喻鹏：张家口市财政局党组成员、副局长
22. 孙国亮：阳原县辛堡乡四十亩滩村驻村工作队队长兼第一书记，河北公安警察职业学院党委委员、副院长
23. 韩惟灏：怀安县西沙城乡北庄堡村驻村工作队队长兼第一书记，国务院办公厅行政司三级主任科员
24. 林慧钦：涿鹿县水务局党组书记、局长
25. 郝国胜：阳原县扶贫开发办公室党组书记、主任
26. 屈磊：张家口市民政局社会救助科科长
27. 郑淑春（女）：张家口市第五医院党委委员、副院长
28. 洪海霞（女，满族）：张家口市崇礼区扶贫开发办公室副主任
29. 李宝红（女）：张家口市宣化区赵川镇副镇长
30. 陈敬民：谷之禅张家口食品有限公司总经理
31. 孙喜玲（女）：沽源县长梁乡大石砬村党支部书记、村委会主任
32. 霍春利：青龙满族自治县委书记
33. 刘守礼：青龙满族自治县三星口乡龙头村驻村工作队队长兼第一书记，秦皇岛市审计局办公室主任
34. 何启东：青龙满族自治县安子岭乡吉利峪村驻村工作队队长兼第一书记，秦皇岛市旅游和文化广电局文化市场综合行政执法局一级主任科员
35. 李占民：唐山市扶贫开发办公室业务指导处处长
36. 刘彦林：大城县民政局党组书记、局长，扶贫办主任
37. 张昇：保定市扶贫开发办公室党组书记、主任
38. 孙建设：河北农业大学园艺学院教授（退休）
39. 段春亭：涞水县三坡镇南峪村党支部书记、村委会主任
40. 侯桂森：廊坊职业技术学院教授（退休）
41. 段朝阳：涞源县东团堡乡东团堡村驻村工作队队员，河北省发展和改革委员会重点建设领导小组办公室二级主任科员
42. 邓斌：保定市发展和改革委员会二级主任科员
43. 孙轶：涞源县人大常委会党组成员、副主任，涞源县扶贫开发办公室党组书记、主任
44. 刘登建：顺平县纪委副书记、监委副主任
45. 孙国臣：南皮县扶贫开发办公室党组书记、主任
46. 陈景昭：海兴县扶贫开发办公室党组书记、主任
47. 韩光辉（回族）：南皮县大浪淀乡肖九拨村驻村工作队第一书记，沧州市公安局留置看护支队支队长
48. 李双星：衡水市扶贫开发办公室党组副书记、副主任
49. 张建强：武强县扶贫开发办公室党组书记、主任
50. 殷三强：河北益彰食品酿造有限公司董事长
51. 张峰珍（女）：邢台市扶贫开发办公室主任
52. 高胜福：河北绿岭果业有限公司董事长
53. 吴振江：邢台市人力资源和社会保障局就业服务局副局长
54. 张晓锋：巨鹿县扶贫开发办公室党组书记、主任
55. 王庆勇：广宗县广宗镇盐场村党支部书记、村委会主任
56. 孙立岭：新河县西流乡南马庄村党支部书记、村委会主任
57. 杨连海：邯郸市扶贫开发办公室党组书记、主任
58. 陈瑞学：魏县扶贫开发办公室党组书记、主任
59. 张胜利：大名县扶贫开发办公室党组书记、主任
60. 苏晓艳（女）：广平县胜营镇党委书记
61. 李志生：邯郸市肥乡区辛安镇镇党委书记
62. 刘霜（女）：大名县北峰乡前现城村驻村工作队队长兼第一书记，邯郸市市场监督管理局信用监督管理处处长
63. 石运甫：河北雄安新区管理委员会公共服务局民政组副组长
64. 耿士雄：定州市扶贫开发和脱贫工作领导小组办公室副主任
65. 李志刚：河北省扶贫开发办公室党组书记、主任
66. 葛涛：河北省民政厅社会救助处一级主任科员
67. 李金宝（满族）：河北省人力资源和社会保障厅农民工工作处副处长
68. 王改革：河北省水利厅农村供水总站专技干部
69. 通占元：河北省农业农村厅农业特色产业技术指导总站站长
70. 李国华：河北省医疗保障局待遇保障处三级主任科员
71. 康志刚：河北省林业和草原局基金站综合科科长

## 山西省
1. 尤变清（女）：阳曲县黄寨镇南留南村第一书记，太原市交通运输局交通运输综合行政执法队科员
2. 尤同义：娄烦县润和美种植专业合作社负责人
3. 王春：灵丘县红石塄乡下车河村党支部书记、村委会主任
4. 牛雁：山西东方物华农业科技有限责任公司董事长
5. 李成：大同市云州区瓜园乡瓜园村党支部书记
6. 郭占君：大同市云冈区口泉乡杨家窑村党总支书记、村委会主任
7. 王国斌：右玉县丁家窑乡前鹰卧山村第一书记，朔州市纪委监委电教化中心副主任
8. 裴峰：忻州市副市长
9. 范武胜：静乐县扶贫开发办公室党组书记、主任
10. 王丹（女）：五台县东雷乡北文西村第一书记，忻州市定襄县融媒体中心原记者
11. 张喜伟：忻州伟业奶牛养殖有限公司董事长兼总经理
12. 王卫兵：偏关县光伏扶贫开发办公室主任，县扶贫开发办公室党组书记、主任
13. 沙万里：繁峙县第三建筑安装工程公司党支部书记、经理
14. 田丰：五寨县杏岭子乡党委书记
15. 陈林强：吕梁市扶贫开发办公室党组书记、主任
16. 曹建平：中阳县扶贫开发办公室党组书记、主任
17. 冯海虎：方山县麻地会乡后则沟村党支部书记
18. 李翠叶（女）：兴县蔚汾镇南通村第一书记，吕梁市政务服务中心业务科科长
19. 薛波：临县曲峪镇前曲峪村驻村工作队队长，山西省吕梁实验中学教务处主任
20. 郑云平：石楼县灵泉镇胡家峪村党支部书记、村委会主任
21. 李烽峰：临县白文镇党委书记
22. 巨彦军：生前为左权县羊角乡乡长
23. 白世斌：山西地厚建安集团有限公司董事长兼总经理
24. 辛学龙：盂县梁家寨乡赵家岔村第一书记，阳泉市委组织部干部二科科长
25. 李乃珠：阳泉市郊区平坦镇桃林沟村党支部书记
26. 李飞：生前为沁源县赤石桥乡党委书记
27. 段志岗：长治市扶贫开发办公室党组书记、主任
28. 贾永平：平顺县龙溪镇龙镇村党支部书记
29. 郭子涵（女）：陵川县附城镇台北村第一书记，陵川县人力资源和社会保障局工伤保险所科员
30. 常国平：生前为大宁县曲峨镇黑城村第一书记，临汾职业技术学院教师
31. 王红林：汾西县副县长
32. 丁玉萍（女）：山西玉和泰煤业有限公司原董事长
33. 苏敖森：吉县柏山寺乡官庄村党支部书记
34. 邢医救：垣曲县扶贫开发办公室党组书记、主任
35. 杨良杰：山西中农乐农业科技股份有限公司董事长
36. 雷茂端：运城市盐湖区三路里镇沟东村党支部书记
37. 张卫泽：万荣县汉薛镇柳林岭村驻村工作队队长兼第一书记，万荣县人力资源和社会保障局党组成员、万荣县失业保险服务中心主任
38. 郝能吉：夏县裴介镇裴介村村民，昌鑫葡萄种植专业合作社理事长
39. 赵士权：山西乐村淘网络科技有限公司董事长
40. 俞贺楠：天镇县赵家沟乡薛牛坊村第一书记，中国劳动和社会保障科学研究院社会保障基金管理和经办服务研究室副研究员
41. 韩剑锋：石楼县龙交乡兴东垣村第一书记，国家税务总局山西省税务局四级调研员
42. 姚会林：生前为闻喜县阳隅乡屯元村驻村工作队队长兼第一书记，中国银行保险监督管理委员会运城监管分局临猗监管组组长
43. 郭宏伟：左权县麻田镇包村工作队队长，山西省政府办公厅人事处处长、一级调研员
44. 张国田：武乡县故县乡五村驻村工作队队长兼第一书记，山西省委党刊社《映像》杂志社总编辑
45. 周向烽：临县碛口镇陈家垣村驻村工作队队长兼第一书记，山西省价格认定中心复核科副科长
46. 张鹏：神池县太平庄乡小磨沟村驻村工作队队长，山西省公安厅政治部群众工作指导处一级主任科员
47. 董鹏：代县上馆镇橙草沟村第一书记，山西省地方政府债务监测评估中心二级主任科员
48. 权威：五台县东雷乡包村工作队队长，山西省事业单位绩效考核指导服务中心副主任
49. 孟保奎：山西省蚕业科学研究院果树花卉研究所所长
50. 赵洪胜：左权县芹泉镇包村工作队副队长，山西省审计专业技术服务中心副科长
51. 刘志杰：山西省扶贫开发办公室原党组书记、主任，山西省农业农村厅党组书记、厅长
52. 张宏才：武乡县石北乡西黄岩村驻村工作队队长，山西省供销社财务处二级调研员
53. 姚建民：山西农业大学研究员
54. 姜瑞鹏：右玉县元堡子镇驻村工作队队长兼第一书记，山西医科大学后勤保障处副处长
55. 贺信：永和县芝河镇包村工作队队长，山西省国新能源发展集团永和综合开发有限公司党支部书记、董事长

## 内蒙古自治区
1. 武汉鼎：清水河县畜牧局干部（退休）
2. 云鹏（蒙古族）：和林格尔县盛乐经济园区台格斗村党支部书记、驻村第一书记，和林格尔县盛乐经济园区管委会事务服务中心副主任
3. 巴雅尔（蒙古族）：土默特左旗善岱镇北淖村驻村工作队队长兼第一书记，土默特左旗政务服务中心主任
4. 程利翔：固阳县金山镇党委书记
5. 郭彭飞：土默特右旗将军尧镇武大城尧村驻村工作队队长兼第一书记，包头市林业和草原局办公室主任
6. 马艾飞：鄂伦春自治旗扶贫开发办公室党组书记、主任
7. 玲丽（女，达斡尔族）：鄂温克族自治旗巴彦托海镇团结嘎查驻村工作队队长兼第一书记，鄂温克族自治旗巴彦托海镇党委委员、组织委员
8. 姚家义（回族）：阿荣旗三岔河镇党委书记
9. 陈延成：兴安盟扶贫开发办公室原党组书记、主任，二级巡视员
10. 王树庆：阿尔山市明水河镇西口村驻村工作队队长，阿尔山市明水河镇党委副书记、统战委员
11. 齐晓景（女，蒙古族）：科尔沁右翼前旗科尔沁镇乡土人才孵化中心负责人
12. 付永久：奈曼旗青龙山镇互利村党支部书记
13. 朱晓明（蒙古族）：库伦旗扶贫开发办公室党组成员、副主任
14. 于艳春（女，蒙古族）：通辽市科尔沁区庆和镇党委书记
15. 何胜君（满族）：扎鲁特旗大军粮食种植专业合作社理事长
16. 冯树鑫：赤峰市扶贫开发办公室党组书记、主任
17. 张启航：敖汉旗萨力巴乡党委书记
18. 宋占国：赤峰市派驻喀喇沁旗脱贫攻坚推进组联络员，赤峰市中级人民法院法警支队副支队长
19. 萨仁图亚（女，蒙古族）：巴林右旗巴彦塔拉苏木老道板嘎查驻村第一书记，巴林右旗宝日勿苏镇党委委员、组织委员
20. 刘占林：林西县十二吐乡西山根村党总支书记
21. 松布尔（蒙古族）：苏尼特左旗扶贫开发办公室党组成员、副主任
22. 高凯杰：多伦县多伦诺尔镇北菜园村党支部书记
23. 乌云其其格（女，蒙古族）：苏尼特右旗阿其图乌拉苏木额尔敦宝拉格嘎查驻村工作队副队长，锡林郭勒盟妇女联合会组宣部部长
24. 史芳（女）：乌兰察布市委组织部副部长，乌兰察布市扶贫开发办公室党组书记、主任
25. 董裴（蒙古族）：商都县小海子镇麻尼卜村党支部书记、驻村第一书记，商都县委办公室科长
26. 贺龙：兴和县店子镇朱家营村党支部书记、驻村工作队队长兼第一书记，兴和县委办公室干部
27. 丁瑞锋（女）：卓资县易地扶贫搬迁服务中心副主任
28. 纪全富（蒙古族）：察哈尔右翼后旗旗委书记
29. 王光荣：杭锦旗扶贫开发办公室主任
30. 张栋梁：达拉特旗树林召镇党委书记
31. 徐创军：巴彦淖尔市临河区扶贫开发办公室主任
32. 邢洪圣：杭锦后旗蛮会镇党委书记
33. 党占富：乌拉特中旗扶贫开发办公室党组成员、副主任
34. 杨明轩：乌海市海勃湾区千里山镇团结新村驻村第一书记，乌海市海勃湾区城市管理综合执法局一级科员
35. 齐特格斯（蒙古族）：阿拉善左旗银根苏木达兰图如嘎查村委会主任
36. 布仁其其格（女，蒙古族）：腾格里经济技术开发区嘉尔嘎勒赛汉镇科森嘎查驻村工作队队长兼第一书记，开发区公安分局党委委员、副局长
37. 么永波：内蒙古自治区扶贫开发办公室党组书记、主任
38. 张忠兵：内蒙古自治区派驻巴林左旗脱贫攻坚工作总队副总队长，内蒙古自治区综合疾病预防控制中心传染病预防控制研究一所所长
39. 王汉文：扎赉特旗巴彦乌兰苏木吉日嘎岱嘎查驻村工作队队员，中国银行股份有限公司内蒙古自治区分行工作人员
40. 于智宝：乌兰浩特市斯力很现代农业园区朝阳村驻村工作队队员，国网内蒙古东部电力有限公司兴安供电公司综合服务中心离退休管理
41. 赵志强：扎赉特旗阿尔本格勒镇哈日楚鲁嘎查驻村工作队队员，中国移动通信集团内蒙古有限公司综合技术室经理
42. 拓康：内蒙古自治区财政厅一级主任科员
43. 杨宝峰：内蒙古自治区住房和城乡建设厅村镇建设处处长
44. 郭俊：内蒙古自治区审计厅农业农村审计处处长

## 辽宁省
1. 魏欢：康平县农业服务与行政执法中心扶贫服务事务部副部长
2. 曹巍（满族）：岫岩满族自治县洋河镇原党委书记，岫岩满族自治县市场监督管理局党组书记、局长兼岫岩满族自治县知识产权局局长
3. 刘永娟（女，满族）：清原满族自治县英额门镇扶贫开发办公室主任
4. 田金龙：桓仁满族自治县黑沟乡六道沟村党总支书记
5. 刘希明（满族）：宽甸满族自治县委书记
6. 王海艳（女）：丹东市凤城市农业农村局副局长
7. 张洪莲（女，满族）：锦州市北镇市农业农村局副局长兼扶贫办主任
8. 刘岩：义县前杨镇党委书记
9. 张东：营口市大石桥市黄土岭镇党委副书记
10. 张庆年：阜新蒙古族自治县于寺镇官营子村党支部书记、村委会主任
11. 杨敬忠：彰武县委副书记、县长
12. 王魁军：辽阳县兴隆镇政法委员
13. 刘庆成：铁岭市扶贫开发领导小组办公室党组书记、主任
14. 赵忠良：昌图县老城镇安家村第一书记，辽宁省纪委监委第八纪检监察室一级主任科员
15. 老颜武（满族）：朝阳市委常委、组织部部长
16. 王德文（蒙古族）：喀左县水泉镇党委书记
17. 刘海利：朝阳市凌源市小城子镇党委书记
18. 朱庆贵：葫芦岛市兴城市扶贫开发领导小组办公室主任
19. 王靖文（满族）：葫芦岛市南票区黄土坎乡上松树沟村工作队队长、第一书记，辽宁省公安厅一级警长
20. 王忠生：葫芦岛市连山区寺儿堡镇老边村党支部书记
21. 朱长悦（蒙古族）：辽宁省扶贫开发领导小组办公室处长
22. 陈浩南：建昌县老大杖子乡杏花村第一书记，沈阳航空航天大学党政办公室机要员
23. 刘恩娇（女）：黑山县英城子乡大豆屯村第一书记，辽宁省人民医院院长办公室干事

## 吉林省
1. 李德明：通榆县委书记
2. 金寿浩（朝鲜族）：延边朝鲜族自治州州长
3. 侯川：四平市政协主席，双辽市委书记
4. 辛峰：吉林省委组织部组织三处处长
5. 杨如军：吉林省人力资源和社会保障厅办公室主任
6. 赵永浩（朝鲜族）：图们市委书记、市长
7. 刘启芳（女）：长春市净月高新区精诚社工服务中心理事长
8. 韩大春：长春市双阳区齐家镇广生村党总支书记
9. 高兵：吉林九台农村商业银行股份有限公司党委书记、董事长
10. 徐世博：桦甸市红石砬子镇老岭村第一书记，吉林市委组织部干部队伍建设规划办公室副主任
11. 曾丽圆（女）：蛟河市漂河镇青背村第一书记，吉林市环境应急管理中心工程师，吉林省驻村第一书记协会会长
12. 李红达：梨树县孤家子镇张家街村第一书记，四平市职业技术教育中心招生就业处主任
13. 于春艳（女）：辽源市东丰县发展和改革局扶贫部门负责人
14. 杨立山：柳河县安口镇长安村第一书记，通化市科学技术情报研究所科员
15. 刘正明（满族）：生前为辉南县朝阳镇长青村第一书记，辉南县朝阳镇高集岗中学副校长
16. 刘贵军：靖宇县扶贫开发领导小组办公室主任
17. 尹云杨：白山市扶贫宣教中心主任
18. 王林：长白朝鲜族自治县卫生健康局党组书记、局长
19. 赵玉明：长岭县大兴镇永胜村第一书记，吉林省能源投资集团有限责任公司辽源矿业集团总工会生活部部长
20. 郭明亮：生前为松原市宁江区大洼镇东六家子村党支部书记，松原市宁江区纪委监委信息中心科员
21. 连百庆：大安市月亮泡镇先进村党支部书记、村委会主任
22. 李浩然：镇赉县嘎什根乡立新村第一书记，白城市政府办公室机关党委专职副书记
23. 姜健（朝鲜族）：和龙市南坪镇党委书记
24. 张林（朝鲜族）：生前为汪清县复兴镇兴华村工作队队长，汪清县复兴镇党委委员、组织委员
25. 宋广义：梅河口市脱贫攻坚办公室主任
26. 崔金虎：通榆县边昭镇政府副镇长（挂职），吉林大学植物科学学院教授，吉林大学科技扶贫小分队队长
27. 杜心雨（女，满族）：吉林省水利厅农村水利水电处三级主任科员
28. 郭守志：吉林省财政厅农业处二级主任科员

## 黑龙江省
1. 乔福军：齐齐哈尔市泰来县平洋镇平洋村扶贫车间主任
2. 王玉伟：齐齐哈尔市拜泉县鑫鑫菌业有限公司董事长
3. 胡春城（满族）：齐齐哈尔市依安县春城马铃薯专业合作社理事长
4. 徐阳：齐齐哈尔市富裕县扶贫开发服务中心主任
5. 董春香（女）：齐齐哈尔市龙江县黑岗乡政府扶贫专干
6. 吴金龙：齐齐哈尔市克东县昌盛乡东兴村党支部书记、村委会主任
7. 杨明：绥化市海伦市向荣镇向前村工作队队长兼第一书记，绥化市海伦市水产总站办公室主任
8. 胡小东：绥化市兰西县远大镇党委书记
9. 梁文辉：绥化市明水县脱贫攻坚指挥部办公室副主任
10. 刘峰：绥化市绥棱县克音河乡向荣村党总支书记、村委会主任
11. 聂影（女）：佳木斯市扶贫开发工作办公室主任
12. 马英：佳木斯市汤原县香兰镇新建村党支部书记、村委会主任
13. 刘波：桦南县土龙山镇党委书记
14. 蒋胜：哈尔滨市卫生健康委驻木兰县新民镇新华村工作队原队长兼第一书记，哈尔滨市急救中心党委书记
15. 张远春：哈尔滨五常市安家镇兴业村党支部书记
16. 张淑芬（女）：哈尔滨市巴彦县洼兴镇党委书记
17. 高春艳（女）：牡丹江市穆棱市农业技术推广中心主任
18. 郭宇（蒙古族）：大庆市杜尔伯特蒙古族自治县克尔台乡党委副书记、乡长
19. 徐钦坤：鸡东县下亮子乡正乡村工作队队长兼第一书记，鸡西市高速公路收费中心副主任
20. 钟宏伟：勃利县永恒乡东辉村工作队队长兼第一书记，七台河市市场监督管理局稽查专员
21. 沈淼（女）：黑河市嫩江市联兴乡党委书记
22. 安铁军：漠河市大河西村工作队队长兼第一书记，大兴安岭地区市场监管局科长
23. 徐东锋：黑龙江省住建厅乡村建设处处长
24. 张广志：黑龙江省水利厅水利水电处处长
25. 刘加卓（达斡尔族）：黑龙江省卫生健康管理服务评价中心副科长
26. 李季（满族）：黑龙江省教育厅财审处副处长
27. 陈华：绥棱县靠山乡靠山村工作队原队长兼第一书记，黑龙江省机关事务管理局副巡视员
28. 姜学涛：海伦市海北镇南众村工作队队员，黑龙江省发展和改革委员会价格认证中心科员
29. 田玉龙：龙建路桥股份有限公司党委书记、董事长

## 上海市
1. 罗晓平：上海市政府驻昆明办事处主任，上海援滇干部联络组组长
2. 王煜：春秋航空股份有限公司董事长
3. 赵坚：生前为日喀则市人民医院、上海市儿童医院心内科主治医师
4. 任长艳（女）：上海闽龙实业有限公司总经理
5. 侯坤：上海市浦东新区光明中医医院副主任医师
6. 朱彬：上海交通大学医学院附属瑞金医院卢湾分院人事科副科长
7. 李劲：上海市共康中学教师
8. 徐宏斌：上海秋海堂文化艺术中心创办人
9. 张玮：上海普陀区长风街道白玉社区卫生服务中心主任
10. 郑思馨：上海市虹口区卫生健康委员会医政医管与药政管理科科长
11. 周灵：上海市杨浦区五角场街道党工委副书记、办事处主任
12. 韦秀勇（壮族）：云南省迪庆藏族自治州维西县扶贫办副主任（挂职），上海市宝山区高境镇政府办公室主任
13. 胡志宏：上海市闵行区发展和改革委员会党组书记、主任
14. 赵兴洲（满族）：青海省果洛藏族自治州久治县民族寄宿制中学教师，上海市嘉定区杨柳初级中学教师
15. 翁永刚：云南省普洱市镇沅县农科局技术人才（挂职），上海市金山区动物疫病预防控制中心兽医师
16. 王德伟：西藏自治区日喀则市上海实验学校教师（挂职），东华大学附属实验学校团委书记
17. 顾慧玲（女）：上海市青浦区徐泾第二小学课程教学部副主任
18. 潘艳红（女）：上海市奉贤区就业促进中心会计师
19. 蔡俊春：上海市崇明区机关事务管理局局长
20. 罗震光：新疆维吾尔自治区喀什地委宣传部副部长（挂职），新民晚报社主任记者
21. 潘江雪（女）：上海真爱梦想公益基金会理事长
22. 叶正文：上海市农业科学院研究员
23. 邬钦灏：上海上勤餐饮管理有限公司副总经理
24. 傅欣：上海市学生事务中心党总支书记、主任
25. 王欣泽：上海交通大学研究员
26. 周凤林：新疆维吾尔自治区喀什第六中学教师（退休）
27. 狄建忠：上海市第六人民医院院长办公室主任
28. 贺天临：上海中医药大学附属岳阳中西医结合医院门急诊办公室副主任
29. 顾正斌：上海蔬菜（集团）有限公司党委副书记、副总裁
30. 刘军：上海市政府合作交流办公室扶贫协作处处长
31. 孙金峤：青海省果洛藏族自治州人民医院院长（挂职），复旦大学附属儿科医院主任医师
32. 李国文：贵州省遵义市正安县委常委、副县长（挂职），上海杨浦科技创新（集团）有限公司副总经理
33. 陈凯：贵州省遵义市凤冈县委常委、副县长（挂职），上海市奉贤区四团镇党委委员、副镇长

## 江苏省
1. 王松松：陕西省宝鸡市果业蔬菜发展中心副主任（挂职），徐州市农业农村局机关党委副书记
2. 王辉辉：青海省海南藏族自治州共和县中医院副院长（挂职），常州市妇幼保健院产科秘书、副主任医师
3. 王斌：灌云县政府扶贫工作办公室扶贫开发科科长
4. 王稳喜：泰州市姜堰区农业干部学校校长，区农业农村局扶贫开发科科长
5. 仇圣富：苏州市发展和改革委员会支援合作处处长
6. 孔毅远：陕西省商洛市商州区委常委、副区长（挂职），南京市栖霞区副区长
7. 卢攀峰：淮安市淮安区车桥镇丰年村党总支书记
8. 朱洪辉：滨海县八巨镇前案村党总支书记
9. 刘树军：东海县农业农村局党委书记，县政府扶贫工作办公室主任
10. 阮祥忠：陕西省渭南市蒲城县农业技术推广中心副主任（挂职），句容市农业农村局种植一科科员
11. 孙国君：江苏省委驻涟水县帮扶工作队原队长，江苏省政府办公厅文印服务中心主任
12. 严清华：常州市金坛区朱林镇黄金村党总支第一书记
13. 李求超：西藏自治区拉萨市墨竹工卡县农业农村局副局长，南京市高淳区砖墙镇畜牧兽医站站长
14. 李玲莉（女）：淮安市淮阴区农业农村局党委副书记、副局长，区政府扶贫工作办公室主任
15. 李维维：陕西省汉中市发展和改革委员会苏陕协作办公室副主任，南通市青少年活动中心副主任
16. 杨海玲（女）：江苏省委驻泗洪县帮扶工作队队员，中国人民财产保险股份有限公司泗洪支公司主管
17. 吴玮：徐州市投资促进服务中心副主任
18. 沈小平：通鼎集团有限公司董事局主席
19. 沈海斌：江苏省对口支援西藏拉萨市前方指挥部党委书记、总指挥，西藏自治区拉萨市委副书记、常务副市长（挂职），江苏省宿迁市委常委
20. 张皋：贵州省铜仁市扶贫开发办公室综合科副科长（挂职），苏州市相城区政府办公室副主任
21. 陆年春：西藏自治区拉萨江苏实验中学副校长（挂职），扬州翠岗中学副校长
22. 周铭敏（女）：沭阳县农业农村局党委书记，县政府扶贫工作办公室主任
23. 周善红：江苏万顺机电集团有限公司党委书记、董事长
24. 倪欣欣（女）：青海省海东市第二人民医院主治医师（挂职），无锡市惠山区人民医院主治医师
25. 徐丙奇：西藏自治区拉萨市扶贫开发办公室原副主任（挂职），江苏省政府扶贫工作办公室综合处处长
26. 徐进：陕西省咸阳市旬邑县委常委、副县长（挂职），泰兴市人民医院党委书记
27. 郭建军：陕西省铜川市耀州区人民医院院长（挂职），盐城市第一人民医院医务处处长
28. 曹炳泰：江苏省委驻响水县帮扶工作队原队长，江苏省人力资源和社会保障厅工伤保险处处长
29. 蒋仲良：宜兴市芳桥街道金兰村党总支书记
30. 程枫叶：陕西省汉中市政府办公室政办科副科长（挂职），南通市农业综合行政执法支队副支队长
31. 程智：泗洪县程老四水产养殖专业合作社理事长
32. 焦思权：徐州市政府扶贫工作办公室副主任
33. 路璐（女）：伊犁哈萨克自治州察布查尔锡伯自治县高级中学语文教研组组长（挂职），盐城景山中学语文教师
34. 臧豹：新疆生产建设兵团第七师医院副院长（挂职），江苏省南京医科大学附属淮安第一医院胸外科教学主任
35. 颜忠元：伊犁哈萨克自治州霍城县江苏中学副校长（挂职），江苏省江阴高级中学教务副主任
36. 薛强：江苏对口帮扶青海省工作队副领队，青海省扶贫开发局党组成员（挂职），江苏省市场监督管理局质量发展处正处级干部

## 浙江省
1. 骆方豪：浙江省发展和改革委员会对口帮扶处处长
2. 叶正猛：浙江新湖慈善基金会秘书长
3. 吴联峰：浙江省农业农村厅发展规划处（扶贫开发处）副处长
4. 汪四花（女）：浙江大学医学院附属第二医院党委委员、工会主席
5. 杨曙方：浙江蓝美技术股份有限公司董事长兼总裁
6. 沈翔：贵州省黔东南州委常委、副州长（挂职），浙江省杭州市帮扶黔东南州工作队领队
7. 吴斌：湖北省巴东县扶贫办副主任（挂职），浙江省杭州市下城区教育局正科级干部
8. 周君（女）：杭州联华华商集团有限公司总经理助理
9. 刘启宏：浙江长龙航空有限公司董事长
10. 盛春霞（女）：贵州省榕江县委常委、副县长（挂职），浙江省桐庐县委常委
11. 王晓桢（女）：浙江安厨大数据技术有限公司董事长
12. 何国强：宁波市对口支援和区域合作局党组书记、局长
13. 曹敏杰：吉林省汪清县委常委、副县长（挂职），浙江省宁波市北仑区政府办公室党组成员、副主任
14. 袁永君：安龙万洋众创城开发有限公司总经理
15. 黄百央（女）：慈溪市教育局职成教教研室副主任
16. 仇贤林：宁海县农业农村局副局长
17. 陈顶峰：象山县农业农村局副局长
18. 金世来：温州市委政法委安稳室副主任
19. 彭来恩：苍南县中医院医师
20. 徐育雄：湖州市政府区域合作交流办公室党组副书记、副主任，湖州市对口工作领导小组办公室副主任
21. 张开荣：四川省广安市广安区农业农村局龙安柚产业发展办公室原副主任（挂职），浙江省湖州市南浔区善琏镇公共事业服务中心主任
22. 王全华：四川省若尔盖县政府办公室副主任兼若尔盖县达扎寺镇第一书记（挂职），浙江省嘉兴市南湖区综合行政执法局正科长级干部
23. 肖志明：桐乡市农业农村局党委委员、副局长
24. 王怡（女）：绍兴市秀水小学教师
25. 黄森：永康市扶贫办干部，永康市农业农村局农村经济改革发展科负责人
26. 麻成广：永康市第二中学见习副校长
27. 叶德刚：衢州市柯城区政府经济技术协作中心党组成员
28. 余雄富：开化县大溪边乡上安村党支部书记、村委会主任
29. 钟佩玲（女）：舟山市普陀区六横镇政府科长
30. 杨松（土家族）：四川省达州市政府副秘书长（挂职），浙江省嵊泗县委副书记
31. 张新建：台州市机关事务管理局三级调研员，仙居县埠头镇振兴村农村指导员
32. 柴芝红（女）：台州市立医院妇科副主任、妇儿党支部书记
33. 辛宏权：温岭市吉园果蔬专业合作社理事长
34. 林雷：四川省平昌县政府办公室副主任（挂职），浙江省青田县高湖镇党委委员、副镇长
35. 李春萌（女）：缙云县五羊湾果蔬专业合作社理事长

## 安徽省
1. 赵慧（女，回族）：安徽省教育厅财务处一级主任科员
2. 陈学刚：安徽省省直离休干部医疗补助经费审核办公室主任
3. 卢立新：安徽省住房和城乡建设厅村镇建设处处长
4. 郇继淮：颍上县垂岗乡墩黄村驻村第一书记、扶贫工作队队长，安徽省水利水电基本建设管理局安全监督处处长
5. 黄建：安徽省民政厅社会救助处副处长
6. 夏云胜：生前为皖维集团公司驻金寨县白纸棚村驻村第一书记、扶贫工作队队长，安徽皖维高新材料股份有限公司营销中心副主任
7. 熊化平：中国农业发展银行六安市分行党委书记、行长
8. 张志平：长丰县扶贫开发工作办公室党组书记、主任，一级主任科员
9. 董瑞宜：庐江县金牛镇山南村驻村第一书记、扶贫工作队队长，国家税务总局合肥市庐阳区税务局第一税务分局局长
10. 董增燕（女）：肥西县卫生健康委党组成员、副主任，三级主任科员
11. 陈影（女）：濉溪县刘桥镇扶贫工作站站长
12. 应国君：亳州市副市长
13. 陈昭敏（回族）：亳州市扶贫开发局局长，一级调研员
14. 邵米娜（女）：涡阳县高炉镇代集村党总支书记、村委会主任
15. 卢毅（女）：蒙城县许疃镇土桥村驻村第一书记、扶贫工作队队长，蒙城县数据资源管理局工作人员
16. 贾建民：利辛县中疃镇副镇长、扶贫办主任
17. 张年亮：砀山县砀城镇林屯村驻村第一书记、扶贫工作队队长，国家药品监督管理局药品审评中心工作人员
18. 邵翠芝（女）：萧县新庄镇党委书记
19. 曾翙翔：生前为宿州市埇桥区支河乡路湖村扶贫专干，宿州市第一人民医院团委副书记
20. 唐锐：灵璧县扶贫开发局党组书记、局长
21. 邓素英（女）：泗县扶贫开发局党组书记、局长
22. 张磊（回族）：灵璧县渔沟镇郑楼村驻村第一书记、扶贫工作队队长，安徽省委网信办网络应急管理处四级调研员
23. 施建宾：蚌埠市扶贫开发工作办公室二级调研员
24. 童俊杰：固镇县石湖乡陡沟村驻村第一书记、扶贫工作队队长，蚌埠市水利局规划计划科科长
25. 苏永松：固镇县扶贫开发局党组书记、局长
26. 李春泉：界首市扶贫开发局党组书记、局长，四级调研员
27. 杨坤山：阜阳市颍州区三合镇三星村党委书记
28. 吕彬：安徽瓦大现代农业科技有限公司党支部书记、董事长
29. 谢皓：阜阳市颍泉区水利局党组成员、水利规划设计室主任
30. 朱启峰：太和县马集镇党委书记
31. 张伟：阜南县人民医院院长助理、医共体办公室主任
32. 张乐春：颍上县发展和改革委员会行政审批股股长，三级主任科员
33. 谢文婷（女）：阜阳市社会救助管理服务中心主任
34. 杨建周：临泉县迎仙镇党委书记
35. 贾俊：淮南市委副秘书长，市扶贫办党组书记、主任
36. 邓祖洋：寿县正阳关镇党委书记
37. 汪诗明：淮南市潘集区扶贫开发领导小组副组长，潘集区人大常委会财经城建工委主任
38. 李善增：定远县扶贫开发局党组副书记、局长
39. 孙安静：来安县政府办公室党组成员、县扶贫开发工作办公室负责人，三级主任科员
40. 王晓丽（女）：全椒县石沛镇党委书记
41. 鲍铁柱：明光市潘村镇中淮村驻村扶贫工作队党总支书记、副队长，明光市信访局矛盾纠纷调处中心负责人
42. 孙学龙：六安市副市长
43. 胡浩：霍邱县扶贫开发局党组书记、局长，一级主任科员
44. 余静（女）：金寨县花石乡大湾村驻村第一书记、扶贫工作队队长，金寨县花石乡农业农村管理服务中心主任
45. 王健：金寨县油坊店乡东莲村驻村第一书记、扶贫工作队队长，安徽省政府办公厅省政务公开办副主任
46. 贠守宝：舒城县生态环境分局党组成员、总工程师
47. 万汉亿：六安市叶集区扶贫开发局党组书记、局长
48. 张彦飞：马鞍山郑蒲港新区现代产业园区管委会市场监督管理局副局长、扶贫开发领导小组办公室负责人
49. 裴善权：含山县环峰镇三龙村党总支书记、村委会主任
50. 曹静（女）：无为市扶贫开发工作办公室主任
51. 刘作胜：南陵县残疾人联合会党组书记、理事长
52. 李夏：生前为绩溪县荆州乡党委委员、纪委书记，县监委派出荆州乡监察专员
53. 章建军：生前为绩溪县板桥头乡下溪村驻村第一书记、扶贫工作队队长，绩溪县教育体育局体育教练员
54. 孙军平（女）：旌德县副县长
55. 乔东福：枞阳县白柳镇党委书记
56. 吴昔康：池州市扶贫开发局原副局长，池州市政府副秘书长
57. 王卫平：石台县大演乡党委书记
58. 张路：石台县洪墩村扶贫工作队扶贫专干，国家税务总局安徽省池州市税务局机关党委副书记
59. 邹世国：池州市贵池区棠溪镇党委委员
60. 陈爱军（女）：安庆市委副书记，市委党校校长
61. 朱鸣节：岳西县菖蒲镇岩河村驻村第一书记、扶贫工作队队长，安徽省委机要局通信报务处副处长
62. 陆刚：潜山市官庄镇坛畈村驻村第一书记、扶贫工作队副队长，中华全国供销合作总社经济发展与改革部现代流通处四级调研员
63. 沈冬：申洲针织（安徽）有限公司党委书记、副总经理
64. 雷澍：桐城市扶贫开发工作办公室党组成员、副主任，二级主任科员
65. 丁江波：怀宁县平山镇党委副书记、镇长
66. 张国文：安庆市宜秀区罗岭镇黄梅村党总支书记、村委会主任
67. 吴飞：黄山市黄山区扶贫开发局产业指导股股长，三级主任科员
68. 胡虹卉（女）：黟县碧阳镇丰梧村驻村第一书记、扶贫工作队队长，黟县碧阳财政分局一级科员
69. 何志强：祁门县祁山镇芳村村驻村扶贫工作队副队长，祁门县人大常委会社会建设工委副主任
70. 程晓阳：休宁县榆村乡藏溪村党支部副书记、扶贫工作队副队长，黄山市市场监督管理局综合行政执法支队市场规范科科长

## 福建省
1. 林占熺：福建农林大学国家菌草工程技术研究中心首席科学家
2. 王绍据：宁德市委宣传部原副部长，闽东日报社原总编辑
3. 王命瑞：福州市人力资源和社会保障局党组书记、局长
4. 陈江场：临夏回族自治州政府办公室副主任，临夏市委常委、副市长（挂职），厦门市公安局机关党委副书记
5. 刘斯（女）：西藏自治区昌都市卡若区第二初级中学教科室副主任，厦门市信息学校教师
6. 苏英顺：漳州市农业农村局扶贫开发科科长
7. 许仲岚：诏安县农业农村局局长、扶贫开发领导小组办公室主任
8. 李振生：泉州市南安市梅山镇蓉中村党委书记
9. 陈永春：安溪县扶贫办主任
10. 王德礼：明溪县沙溪乡党委书记
11. 郑开红：清流县聚宏农林科技发展有限公司总经理
12. 卢远由：泰宁县朱口镇王坑村党支部书记、村委会主任
13. 洪杰：三棵树涂料股份有限公司董事长兼总裁
14. 陈立新：莆田市农业农村局扶贫开发科科长
15. 李晔：仙芝科技（福建）股份有限公司董事长
16. 魏静（女）：政和县星溪乡念山村第一书记，政和县住建局乡建股股长
17. 高允旺：顺昌县大历镇乡村振兴发展中心科技特派员
18. 陈金堂：龙岩市新罗区苏坂镇党委书记
19. 饶燕英（女）：武平县城厢镇政府乡村振兴服务中心主任
20. 傅炳华：连城县扶贫办主任
21. 钟杭星（畲族）：上杭县官庄畲族乡政府二级主任科员
22. 李丹舟（女）：周宁县纯池镇党委副书记、镇长
23. 林寿敬：古田县城东街道利洋村党支部书记
24. 潘良镇：福建省农业农村厅扶贫综合协调处处长
25. 林敏（女）：福建省财政厅农业农村处三级主任科员

## 江西省
1. 鲍峰庭：石城县委书记
2. 陈峰云：赣州市赣县区茅店镇党委书记
3. 李跃泉：兴国县高兴镇党委书记
4. 廖竹生：宁都县梅江镇章坤设计工作室法定代表人
5. 蒙芳（女）：上犹县特殊教育学校校长
6. 廖秀英（女）：瑞金市壬田镇凤岗村村民
7. 潘昌荷：寻乌县项山乡福中村卫生计生服务室乡村医生
8. 黄小勇：江西省铭鸿达生态农业开发有限公司董事长
9. 张武华：于都县扶贫办公室原党组书记、主任，于都县政府党组成员，县政府办公室党组书记、主任
10. 刘小林：瑞金市拔英乡党委书记
11. 陈胜昌：会昌县交通运输局党组书记、局长，四级调研员
12. 袁守根：信丰县人大常委会原副主任（退休）
13. 钟勇晖：龙南市程龙镇五一村党支部书记、村委会主任
14. 朱薇（女）：大余县新城镇副镇长、扶贫工作站副站长
15. 刘承俊：崇义县聂都乡人大主席
16. 刘恒荣：全南县南迳镇马古塘村驻村第一书记，全南县委办公室科员
17. 谢名胜：赣州蓉江新区数据信息中心副主任
18. 张霖：赣州市章贡区民政局党组书记、局长，四级调研员
19. 巴庚明：吉安市扶贫办公室党组书记、主任
20. 彭夏英（女）：井冈山市茅坪镇神山村村民
21. 王佐：永新县教育体育局党工委书记、局长
22. 段晓新：永新县怀忠镇党委书记
23. 刘贺芳（女）：遂川县汤湖镇党委书记
24. 方敏军：遂川县雩田镇村口村驻村第一书记，吉安市公安局交警支队宣教科副科长
25. 邓兰云：江西省富晶果业开发有限公司总经理
26. 王银：吉水县盘谷生态农业发展有限公司董事长
27. 罗义坚：江西红东垦茶叶有限公司董事长
28. 李桂芳（女）：生前为横峰县姚家乡兰子畲族村驻村第一书记，横峰县政府办公室党组成员、副主任
29. 何党生：上饶市广信区委副书记、区长
30. 王登云：江西省鲜禾生态农业发展有限公司总经理
31. 李俊（女）：玉山县四股桥乡山塘村原驻村第一书记，玉山县委统战部副部长、县工商联党组书记
32. 李强：上饶市广丰区扶贫办公室党组书记、主任
33. 欧建平：铅山县葛仙山乡巨龙双畈葡萄种植专业合作社理事长
34. 陈东海：鄱阳县谢家滩镇三潼村党总支书记、村委会主任
35. 韩少波：余干县波锋种养殖专业合作社法定代表人
36. 徐万年：修水县马坳镇黄溪村党总支书记
37. 吴应谱、樊贞子夫妇：吴应谱，生前为修水县复原乡雅洋村驻村第一书记、修水县政府办公室干部；樊贞子（女），生前为修水县大椿乡政府干部、结对帮扶干部
38. 江和通：都昌县春桥乡党委书记
39. 程扶摇：生前为修水县杭口镇扶贫专干，修水县杭口镇杨坊村村委会主任助理
40. 兰念瑛（女，畲族）：资溪县乌石镇新月畲族村党支部第一书记
41. 谢远泰：丰登农业科技有限公司食用菌研究所所长
42. 邓国凌：乐安县金竹畲族乡严杭村党支部书记、村委会主任
43. 李维正：上栗县长平人民教育奖励基金会终身名誉理事长，上栗县长平乡中心小学退休教师
44. 刘志强：莲花县扶贫办公室党组书记、主任
45. 支月英（女）：奉新县澡下学校白洋教学点负责人
46. 帅江：铜鼓县永宁镇党委书记
47. 应文伟：南昌县南新乡九联村驻村第一书记，南昌县农业农村局畜牧兽医局副局长
48. 邹细保：新余市水北商会党委书记、会长
49. 危有文：鹰潭市余江区马荃镇党委副书记、镇长
50. 罗晓敏（女）：乐平市鸬鹚乡龙口村驻村第一书记，景德镇市人民检察院正科级检察员
51. 鲍莉芸（女）：弋阳县葛溪乡雷兰村驻村工作队队长兼第一书记，江西省妇联办公室副主任
52. 刘旸瑒（女）：吉水县八都镇东坊村驻村工作队队长兼第一书记，江西省教育厅督导办四级调研员
53. 方建新：鹰潭市余江区锦江镇范家村驻村工作队队长兼第一书记，江西省纪委监委第六监督检查室副主任
54. 叶维祝：井冈山市东上乡曲江村驻村工作队队长兼第一书记，江铜集团德兴铜矿地方工作部副部长

## 山东省
1. 李洪文：济南市南部山区西营街道叶家坡村第一书记，历城区供销合作社联合社一级主任科员
2. 窦宗君：青岛市扶贫协作工作办公室党组书记、主任
3. 刘昌法：淄博市淄川区太河镇东东峪村第一书记，市扶贫开发领导小组办公室副主任
4. 亓庆良：淄博市博山区源泉中心卫生院院长
5. 王慧（女）：枣庄市扶贫开发领导小组办公室项目管理科科长
6. 万栋才：东营市扶贫开发办公室副主任
7. 王风华（女）：龙口市芦头镇农村经济管理服务中心主任
8. 牛伟国：潍坊市峡山区王家庄街道大圈村第一书记，市重大项目服务中心政研科科长
9. 李学海：山东学海农林集团有限公司党委书记、董事长
10. 赵士举：济宁市民政局社会救助科副科长
11. 孙建涛：泗水县微公益协会党支部书记、会长
12. 苏庆亮：生前为泰安市岱岳区扶贫开发领导小组办公室副主任
13. 蒋虹君（女）：威海市文登区米山镇文化体育旅游服务中心主任
14. 滕兆敏：日照市扶贫志愿者协会党支部书记、会长
15. 刘建光：生前为沂水县四十里铺镇洪沟村第一书记，临沂矿业集团有限责任公司扶贫办副主任
16. 王传喜：兰陵县卞庄街道代村党委书记、村委会主任
17. 张佃虎：莒南县委书记，临沂临港经济开发区党工委书记
18. 刘加芹（女）：平邑县凯凯服饰有限公司经理
19. 张贵州：费县薛庄镇中心小学党总支书记、校长
20. 马太廷：临邑县扶贫开发领导小组办公室党组书记、主任
21. 王同章：聊城市委副秘书长，市扶贫开发办公室党组书记、主任
22. 张丙煜：滨州市委副秘书长，市扶贫开发领导小组办公室主任
23. 刘艳敏（女）：菏泽市牡丹区妇女联合会党组书记、主席
24. 吴彬：菏泽市定陶区扶贫开发领导小组办公室主任
25. 穆杰：单县县委书记
26. 朱文莉（女）：单县残疾人联合会党组书记、理事长
27. 张庆涛：郓城县南赵楼镇甄庄村党支部书记
28. 邓文博：菏泽市经济开发区岳程街道党工委书记
29. 金栋：费县马庄镇核桃峪村原第一书记，山东省委宣传部国有文化企业综合管理处一级主任科员
30. 于倩（女）：山东省学生资助管理中心副科长
31. 李道伟：山东省住房和城乡建设厅村镇建设处一级主任科员
32. 肖翔：山东省水利厅农村水利处一级主任科员
33. 包成：山东省扶贫开发办政策调研组二级主任科员
34. 高杨：菏泽市牡丹区黄堽镇邓庙村党支部书记，山东省审计厅法规处（审理处）一级主任科员
35. 王新杰：生前为单县黄岗镇柴庄村第一书记，山东省工商局主任科员
36. 范其鹏：山东省医保局待遇保障处二级调研员
37. 王恒冰：华鲁集团派驻鄄城县大埝镇扶贫督导员，中科华鲁土壤修复工程有限公司副总经理
38. 刘卫东：国网山东省电力公司市场营销部（农电工作部）副主任
39. 耿建国：中国农业银行股份有限公司阳信县支行个贷中心客户经理
40. 孙启法：东平县大羊镇王庄村第一书记，中央储备粮泰安直属库有限公司综合人事科科长
41. 陈学森：山东农业大学园艺科学与工程学院教授

## 河南省
1. 黄久生：潢川县驻郑州党工委书记
2. 王东：巩义市鲁庄镇党委书记
3. 乔松伟：中牟县扶贫开发办公室主任
4. 申学风：兰考县东坝头镇张庄村党支部书记
5. 安显伟：通许县孙营乡南李佐村第一书记、工作队队长，开封市残疾人联合会职员
6. 杨志峰：开封市禹王台区东惠社区自由职业者
7. 王淑霞（女）：洛阳市政府副秘书长，洛阳市扶贫开发办公室党组书记、主任
8. 李彬：洛阳市人力资源和社会保障局农民工工作科科长
9. 杨来法：栾川县潭头镇拨云岭村党支部书记
10. 武淞生：嵩县黄庄乡三合村党支部书记
11. 曾红林：伊川县鸦岭镇高沟村第一书记，洛阳市纪委监委第十四审查调查室副主任
12. 童红涛：洛宁县东宋镇郭村第一书记，洛阳市委统战部港澳科科长
13. 王长征：汝州市委组织部副部长，汝州市扶贫开发办公室党组书记、主任
14. 孙丕基：平顶山市住房和城乡建设局村镇建设科科长
15. 陈京玉：鲁山县四棵树乡黄沟村第一书记，平顶山市教育体育局电教馆馆长
16. 王世杰：河南康龙实业集团股份有限公司董事长
17. 朱宗娟（女）：安阳市政府副秘书长，安阳市扶贫开发办公室党组书记、主任
18. 段振兴：安阳县扶贫开发办公室党组书记、主任
19. 杜文波：汤阴县五陵镇南小章村第一书记，汤阴县扶贫开发办公室职员
20. 郭欢：安阳市殷都区都里镇东郊口村第一书记，安阳市纪委监委第九审查调查室副主任
21. 孙炳良：河南省炳良电子商务有限公司董事长
22. 范海涛：河南孟电集团党委书记、董事长
23. 杨书锋：河南九豫全食品有限公司董事长
24. 李园丰（女，回族）：获嘉县扶贫开发服务中心党支部书记、主任
25. 王磊：新乡市人力资源和社会保障局创业贷款担保中心职员
26. 贺翠霞（女）：焦作市扶贫开发办公室综合科科长
27. 杨延军：温县招贤乡中辛村第一书记，焦作市纪委监委第四监督检查室副主任
28. 赵玉甫：清丰县马庄桥镇赵家村党支部书记
29. 王俊海：台前县委副书记、县长
30. 王存勇：濮阳县郎中乡芦里村第一书记，濮阳县文化广电旅游体育局二级主任科员
31. 赵战秒：南乐县联富果蔬种植专业合作社理事长，南乐县张果屯镇烟之东村党支部书记、村委会主任
32. 郑鑫：范县龙王庄镇党委书记
33. 冀亚伟：襄城县扶贫开发办公室党组书记、主任
34. 胡义志：淅川县西簧乡党委副书记（挂职），许昌市财政局财政监督科科长
35. 黄海霞（女）：漯河市召陵区扶贫开发办公室党组书记、主任
36. 张士兴：舞阳县辛安镇刘庄村党支部书记、村委会主任
37. 王清华：三门峡市政协党组成员、副主席，卢氏县委书记
38. 王跃文：三门峡市委组织部一级调研员，三门峡市扶贫开发办公室党组书记、主任
39. 张磊：卢氏县官坡镇党委书记
40. 杨书春：卢氏县瓦窑沟乡观沟村农民
41. 张文深：南阳市委书记
42. 周大鹏：南阳市扶贫开发办公室党组书记、主任
43. 张伟：社旗县扶贫开发办公室党组书记、主任
44. 张义胜：桐柏县扶贫开发办公室党组书记、主任
45. 黄玉：镇平县扶贫开发办公室党组书记、主任
46. 李征（女）：邓州市扶贫开发办公室党组书记、主任
47. 周保全：淅川县扶贫开发办公室党组书记、主任
48. 刘彦华：商丘市扶贫开发办公室党组书记、主任
49. 梁辉：柘城县委书记
50. 孙桂元：夏邑县扶贫开发办公室党组书记、主任
51. 刘玉敏（女）：永城市扶贫开发办公室主任
52. 杨新文：虞城县城郊乡郭土楼村党支部书记
53. 孙晓锋：商丘市睢阳区冯桥镇曹庄村第一书记，区财政局政府采购办副主任
54. 张洪礼：商丘市梁园区水池铺乡党委书记
55. 梁英才：商丘市城乡一体化示范区周集乡党委书记
56. 吕旅：新县县委书记
57. 熊维政：河南羚锐制药股份有限公司高级顾问
58. 杨晔：河南昌佳农业发展有限公司董事长
59. 程继东：信阳市昌东商贸有限公司总经理
60. 王文喜：固始县陈淋子镇孙滩村党支部书记
61. 皇甫立新：沈丘县委书记
62. 赵社会：商水县扶贫开发办公室党组书记、主任
63. 张继伟：项城市李寨镇党委书记
64. 徐勇：周口市淮阳区白楼镇党委书记
65. 陈新胜：西华县大王庄乡陈庄村党支部书记、村委会主任
66. 韩宇南：太康县马厂镇前何村第一书记，国家税务总局周口市税务局社会保障和非税收入科副科长
67. 陈国厂：太康县高贤乡汪庄村村医
68. 邵奉公：驻马店市扶贫开发办公室党组书记、主任
69. 张全收：上蔡县朱里镇拐子杨村党支部书记、村委会主任
70. 原玉荣（女）：新蔡县李桥回族镇狮子口村第一书记，李桥回族镇副镇长
71. 代红艳（女）：西平县海蓝牧业有限责任公司总经理
72. 刘世杰（女）：遂平县和兴镇党委书记
73. 王铁珍：平舆县人民医院党委书记
74. 成富营：济源产城融合示范区农业农村局党组成员，扶贫开发办公室副主任
75. 李汝江：新乡市平原示范区韩董庄镇杨厂村第一书记，河南省委办公厅总值班室副主任
76. 李佩阳（女）：上蔡县邵店镇高李村第一书记，河南省委宣传部农村精神文明建设处副处长
77. 赵晓红（女）：巩义市小关镇南岭新村第一书记，河南省委编办综合处副处长
78. 王继锋：商水县城关乡瓦房庄村第一书记，河南省人民检察院政治部副主任
79. 胡万欣：河南省教育厅一级调研员
80. 王萌利：沈丘县白集镇尹庄村第一书记，河南省公安厅维稳协调指导总队副总队长
81. 佘婧菁（女，回族）：河南省民政厅社会救助处二级主任科员
82. 史秉锐：河南省扶贫开发办公室原党组书记、主任，河南省济源产城融合示范区党工委书记，济源市委书记
83. 施保清：河南省扶贫开发办公室开发指导处处长
84. 宋瑞（女）：息县路口乡弯柳树村第一书记，国家统计局河南调查总队机关党委办公室二级巡视员
85. 王新奇：生前为商水县平店乡刘大庄村第一书记，国网河南省电力公司商水县供电公司发展建设部主管
86. 徐林刚：国家开发银行河南省分行资深经理

## 湖北省
1. 刘志耀：武汉市江夏区舒安街八秀村驻村工作队队长兼第一书记，舒安街党工委副书记（挂职），武汉市民政局专职扶贫干部
2. 杜凡：武汉市黄陂区王家河街青云村驻村工作队队长兼第一书记，武汉市公安局水上分局二级高级警官
3. 张世伟：襄阳市委常委，保康县委书记
4. 卢必富：南漳县肖堰镇斑竹坪村党支部书记、村委会主任
5. 闵洪艳：谷城县五山镇堰河村党委书记、村委会主任
6. 孟艳清：枣阳市委书记
7. 柯圣洲：保康县黄堡镇寨湾村驻村工作队队员，襄阳市建设职工学校校长
8. 刘发英（女，土家族）：长阳土家族自治县龙舟坪镇花坪小学副校长
9. 龙景丽（女）：兴山县高桥乡党委书记
10. 龚万祥：秭归县九畹丝绵茶业有限公司总经理
11. 余丙华：生前为宜昌市夷陵区樟村坪镇董家河村党支部书记、村委会主任
12. 肖曙光：五峰土家族自治县湾潭镇红旗坪村驻村工作队队长兼第一书记，宜昌市税务局一级主任科员
13. 高建平：远安县住房和城乡建设局党组书记、局长
14. 李万新：宜昌市民政局党组成员、三级调研员
15. 胡三木：阳新县枫林镇湖田村驻村工作队队长兼第一书记，黄石市有色第一中学党总支书记
16. 成青山：阳新县政府扶贫开发办公室党组书记、主任
17. 柯桂萍（女）：阳新县太子庙镇人大主席
18. 陈新武：十堰市委副书记、市长
19. 龚举海：竹山县委书记
20. 金梅（女）：竹山县柳林乡公祖村驻村工作队队员，汉江师范学院副教授
21. 肖帮伟：十堰市郧阳区青曲镇党委书记
22. 谢霞（女）：丹江口市蒿坪镇党委副书记、镇长
23. 魏远征（女）：十堰市茅箭区卫生健康局党组书记、局长
24. 田桦南：十堰市张湾区柏林镇白马山村驻村工作队队长兼第一书记，湖北省检察官学院十堰分院副院长
25. 邓太明：竹溪县精准扶贫作战指挥部办公室副主任，竹溪县人力资源和社会保障局党组副书记
26. 刘廷洲：郧西县涧池乡下营村党支部书记、村委会主任
27. 耿吉奎：房县土城镇土城村党支部书记、村委会主任
28. 邹俐（女）：荆州市政府扶贫开发办公室开发指导科科长
29. 夏海波：江陵县秦市乡刘家剅村驻村工作组组长，江陵县血吸虫病预防控制所主治医师
30. 杨国娥（女）：京山市杨集镇党委书记
31. 唐晓锋：钟祥市政府扶贫开发办公室党组书记、主任
32. 赵伦泉：鄂州市梁子湖区东沟镇党委书记
33. 黄祥珍（女）：鄂州市鄂城区碧石渡镇扶贫办副主任
34. 张志敏：孝感市脱贫攻坚指挥部副指挥长兼办公室主任，孝感市副市长
35. 胡忠文：孝昌县王店镇党委书记
36. 唐建锋：孝感市政府扶贫开发办公室老区建设科科长
37. 朱隽：安陆市洑水镇殷棚村驻村工作队队长兼第一书记，孝感市公安局二级高级警长
38. 彭哲：英山县政府扶贫开发办公室党组书记、主任
39. 鲍斌：麻城市政府扶贫开发办公室党组书记、主任
40. 胡兴华：英山县杨柳湾镇锣响坳村驻村工作队队长兼第一书记，黄冈市纪委监委四级调研员
41. 张志强：罗田县农村公路管理局党支部书记、局长
42. 康慨：中国农业发展银行黄冈市分行党委书记、行长
43. 姚峰：红安县瑞沣种养殖专业合作社理事长，红安县杏花乡龙潭寺村党支部书记、村委会主任
44. 高锡文：蕲春县漕河镇飞跃村党支部书记、村委会主任
45. 杨行江：团风县回龙山镇沈家大湾村党支部书记、村委会主任
46. 刘兴美：通山县交通运输局党组书记、局长
47. 郑俊华：崇阳县委副书记、县长
48. 徐东红：通城县政府扶贫开发办公室党组书记
49. 黄晖：瀛通通讯股份有限公司董事长、总经理
50. 周志专：田野集团股份有限公司总经理
51. 胡明乾：随县政府扶贫开发办公室党组书记、主任
52. 郝旭东：广水市长岭镇泉水村驻村工作队第一书记兼村党支部书记，广水市农村财政管理局副局长
53. 张代明（土家族）：恩施土家族苗族自治州发展和改革委员会地区经济科科长
54. 向辉（土家族）：恩施土家族苗族自治州医疗保障局办公室主任
55. 龙慧（女，侗族）：恩施市芭蕉侗族乡党委书记
56. 游亮：利川市政府扶贫开发办公室党组成员、副主任
57. 张华（女，土家族）：建始县脱贫攻坚指挥部副指挥长，建始县政协党组成员、副主席
58. 雷玉龙（土家族）：巴东县脱贫攻坚指挥部副指挥长，巴东县政府党组成员、副县长
59. 姚元翔（侗族）：宣恩县椒园镇黄坪村党支部书记、村委会主任
60. 谢睿（土家族）：生前为咸丰县清坪镇党委委员、纪委书记
61. 向辉（女，土家族）：来凤县农园果蔬专业合作社理事长
62. 刘迪航（土家族）：鹤峰县邬阳乡三园村驻村工作队队长兼第一书记，鹤峰县委组织部四级主任科员
63. 欧阳学祥：仙桃市剅河镇新洲村驻村工作队第一书记，仙桃市科学技术局工会主席
64. 张平安：湖北红日子农业科技有限公司董事长
65. 张书义：潜江市竹根滩镇沙街村党支部书记、村委会主任
66. 卢琳（女）：神农架林区政府扶贫开发办公室党组成员、副主任
67. 胡长学：通山县大畈镇板桥村驻村工作队队长，咸宁市委副秘书长（挂职），湖北省纪委监委党风政风监督室一级调研员
68. 骆效斌：麻城市龟山镇鲍家墩村驻村工作队队长兼第一书记，麻城市副市长（挂职），湖北省应急管理厅应急救援中心高级工程师
69. 谭江洪：五峰土家族自治县渔洋关镇南河村驻村工作队队员，湖北省财政厅人事教育处一级主任科员
70. 高筠（女）：黄梅县五祖镇花山村驻村工作队原队长，湖北省妇女联合会妇女发展部副部长
71. 张溶：湖北广播电视台编导
72. 何翔：湖北省农业农村厅发展规划处一级主任科员
73. 钟彩虹（女）：中国科学院武汉植物园猕猴桃资源与育种学科组组长
74. 周鹏：英山县方家咀乡葫芦盆村驻村工作队原队长，英山县原副县长（挂职），湖北省高级人民法院信访工作处处长
75. 阎志：卓尔控股有限公司董事长
76. 肖凯旋：金马凯旋集团董事长
77. 傅廷栋：华中农业大学原教授（退休），国家油菜工程技术研究中心主任，全国农业技术推广协会油料作物专业委员会主任
78. 谢华涛：保康县歇马镇合作村驻村工作队第一书记，湖北文理学院八级职员
79. 刘鹏：东风汽车集团有限公司扶贫办副主任
80. 夏文杰：枣阳市鹿头镇刘庄村驻村工作队队长兼第一书记，湖北银行党群工作部部长助理
81. 王强：杭州市帮扶恩施土家族苗族自治州工作队队员，恩施土家族苗族自治州政府办公室秘书五科副科长（挂职），杭州第一技师学院培训处处长、团委书记

## 湖南省
1. 李忠国：浏阳市达浒镇农民
2. 罗健：宁乡市黄材镇党委书记
3. 王仁子：耒阳市长坪乡潭湖村党总支书记、村委会主任
4. 彭双娣（女）：祁东县凤歧坪乡党委副书记、乡长
5. 朱超波：衡南县硫市镇新华村驻村工作队队长兼第一书记，衡阳市人民检察院政治部副主任
6. 段晓赛：衡山县委副书记
7. 陈亮伟：祁东县启航学校党支部书记、校长
8. 黄诗燕：生前为株洲市政协副主席（兼）、炎陵县委书记
9. 刘祖治：湖南万樟集团有限公司董事长
10. 唐华容（女）：攸县渌田镇存养村驻村工作队队长兼第一书记，攸县中医院客服部主任
11. 殷绘：株洲市渌口区扶贫开发办公室党组成员、副主任
12. 邓述东：湘潭县射埠镇农业综合服务中心技术人员
13. 赵建成：湘乡市中沙镇和谐村驻村工作队队长兼第一书记，湘乡市委“两新”工委专职副书记
14. 王跃龙：湘潭市雨湖区扶贫开发工作领导小组办公室主任，雨湖区农业农村局党组书记、局长
15. 曹权文：邵阳市发展和改革委员会社会发展科副科长
16. 杨韶辉（瑶族）：新邵县委副书记
17. 郭华满：新宁县交通运输局党组书记、局长
18. 肖阳：洞口县月溪镇管竹村驻村工作队队员，湖南省财政厅财政监督检查局一级主任科员
19. 胡拥军：隆回县山界回族乡党委书记
20. 潘文彬（瑶族）：洞口县大屋瑶族乡高峰村党支部书记
21. 石忠柏（侗族）：绥宁县红岩镇石家村党支部书记
22. 杨淑亭（女，苗族）：湖南七七科技股份有限公司总经理
23. 刘孙易：武冈市湾头桥镇泻油村党总支书记
24. 肖欣（女）：武冈市扶贫开发办公室党组成员、副主任
25. 宋刘斌：新宁县水庙镇枧杆山村驻村工作队队长兼第一书记，长沙理工大学科学研究部副部长
26. 张雄军：邵阳县塘渡口镇蔡山团村党总支书记
27. 邓胜利：邵阳县住房和城乡建设局党组书记、局长
28. 李长征：平江县长寿镇党委副书记
29. 胡建龙：湘阴县扶贫开发办公室党组书记、主任
30. 邵明艳：华容县章华镇话岗村驻村工作队队员，华容县市场监督管理局办公室副主任
31. 陈素辉：汨罗市川山坪镇玉池山村党总支书记、村委会主任
32. 郭碧勋：石门县委书记，二级巡视员
33. 唐海平：津市市扶贫开发办公室党组书记、主任
34. 陈璐（女）：临澧县刻木山乡党委书记
35. 陈志刚：安乡县大湖口镇安福村驻村工作队队长兼第一书记，常德市交通运输综合行政执法支队一级主任科员
36. 王新法：生前为石门县南北镇薛家村名誉村长
37. 王婷（女）：石门薛家共富有机茶叶有限公司董事长
38. 程漫（女，土家族）：张家界市永定区委副书记
39. 唐乾（土家族）：生前为慈利县通津铺镇泗虎坪村驻村工作队队长兼第一书记，慈利县审计局正科级干部
40. 胡辉（土家族）：桑植县洪家关白族乡党委书记
41. 王传殊（土家族）：张家界市扶贫开发办公室规划和督查科科长
42. 陈灿平：安化县委原常委、县政府原副县长（挂职），西南民族大学经济学院院长
43. 李远胜：安化县委组织部副部长、县驻村办主任
44. 胡盛武：桃江县松木塘镇党委书记
45. 郭正强：益阳市资阳区扶贫开发办公室党组书记、主任
46. 胡鑫：安化县江南镇金田村驻村工作队队长兼第一书记，益阳市委办公室调研科科长
47. 肖冰：宜章县黄沙镇新坌村驻村工作队原队长兼第一书记，湖南中烟工业有限责任公司郴州卷烟厂党委书记
48. 陈志东（女）：桂东县扶贫开发办公室主任，湖南八面山国家级自然保护区管理局局长
49. 何恒平（瑶族）：汝城县文明瑶族乡大源瑶族村驻村工作队队长兼第一书记，郴州市政府办公室工作人员
50. 唐华东：郴州市委组织部组织指导科科长，市驻村办原副主任
51. 邓庭云：郴州市纪委监委党风政风监督室副主任
52. 欧爱国：临武县南强镇两广村党支部书记、村委会主任
53. 方璇（女）：生前为桂东县青山乡副乡长
54. 雷政林：蓝山县犁头瑶族乡犁头村驻村工作队队长兼第一书记，蓝山县教育局工作人员
55. 唐渊明：祁阳县肖家镇黄石村驻村工作队队长兼第一书记，永州市公共资源交易中心国有产权及无形资产交易部部长
56. 陈彬：祁阳县扶贫开发办公室党组书记、主任
57. 蒋军星：道县梅花镇修义村驻村工作队队长兼第一书记，永州市委组织部组织指导科科长
58. 周军华：新田县陶岭镇周家村党支部书记、村委会主任
59. 罗刚：双牌县委组织部副部长、县委“两新”工委书记
60. 成正：永州市人力资源和社会保障局就业促进与失业保险科（扶贫办）科长
61. 段贵建：永州市扶贫开发办公室党组书记、主任
62. 陈丰收：永州市零陵区菱角塘镇党委书记
63. 蒙汉（侗族）：生前为怀化市人大常委会副主任，溆浦县委书记
64. 周秀芳（女）：宁波市李惠利小学原教师（退休）
65. 胡明发：沅陵县凉水井镇小枫溪村驻村工作队队长兼第一书记，沅陵县财政事务中心三级主任科员
66. 谭泽勇（苗族）：麻阳苗族自治县谭家寨乡楠木桥村党总支书记
67. 张秀乾：新晃侗族自治县波洲镇长塘坪村党支部书记
68. 李小红（女）：湖南佳惠百货有限责任公司董事长
69. 潘文钊（侗族）：怀化市鹤城区黄岩旅游度假区大坪村驻村工作队队长兼第一书记，共青团怀化市委青年发展部部长
70. 李双凤（女）：洪江市沅河镇党委副书记、镇长
71. 周志强：通道侗族自治县双江镇罗武村驻村工作队队长兼第一书记，湖南省统计局能源处处长
72. 李艳芳（女）：中方县新建镇党委副书记
73. 龙秋香（女，侗族）：会同县马鞍镇政务（便民）服务中心主任、扶贫工作站站长
74. 肖竹林：怀化市水利局农村水利水电科科长
75. 谌孙武：怀化市扶贫开发办公室党组书记、主任
76. 陈梦林（女）：新化县维山乡水口村党总支书记
77. 谭朝延：双峰县青树坪镇光辉村驻村工作队队长兼第一书记，双峰县商务粮食局市场建设管理办公室工作人员
78. 姜泗元（女）：冷水江市泗元家庭农场场长
79. 曾尔辉（女）：涟源市荷塘镇党委书记
80. 李雄武：娄底万乐福农业科技有限公司总经理
81. 王安全（土家族）：凤凰县廖家桥镇菖蒲塘村片区党支部书记
82. 金敏（土家族）：保靖县吕洞山镇党委书记
83. 张向阳（苗族）：龙山县里耶镇云顶村驻村工作队队长兼第一书记，湘西土家族苗族自治州烟草公司多元化办公室主任
84. 邓和平（女，苗族）：吉首市乾州街道关侯村驻村工作队队长兼第一书记，吉首市档案馆副科级干部
85. 向纹：生前为花垣县补抽乡米沟村驻村工作队队长兼第一书记，湘西土家族苗族自治州强制隔离戒毒所党委委员、纪委书记
86. 宋友强（苗族）：古丈县坪坝镇党委书记
87. 杨俊勇（土家族）：泸溪县浦市镇党委书记
88. 龙清泉（苗族）：花垣五龙农业开发有限公司董事长
89. 李玉芳（女，土家族）：永顺县政府党组成员、副县长
90. 龙俊（土家族）：生前为保靖县毛沟镇阳坪村驻村工作队队长兼第一书记、中国农业银行保靖县支行综合管理部助理经济师

## 广东省
1. 梁健：广东省委农村工作办公室、省扶贫开发办公室专职副主任
2. 杨裕：大埔县大麻镇小麻村驻村第一书记兼扶贫工作队队长，广东省政府港澳事务办公室社会事业交流合作处二级调研员
3. 钟奕苑：丰顺县汤西镇大罗村驻村扶贫工作队队员，广东省自然资源厅国土空间用途管制处四级调研员
4. 林雄：汕头市潮阳区金灶镇桥陈村党建指导员，汕头市农业科学研究所纪委书记
5. 钟雅哲（女）：云南省昭通市鲁甸县委常委（挂职），东莞滨海湾新区党工委委员
6. 杨海泉：广西壮族自治区崇左市龙州县委常委（挂职），鹤山市副市长
7. 张世雄：广西壮族自治区来宾市金秀瑶族自治县委常委、副县长（挂职），茂名市茂南区委常委、宣传部部长
8. 胡红军：新丰县马头镇桐木山村驻村第一书记兼扶贫工作队队长，广东省建筑工程集团有限公司党群工作部副部长
9. 陈长发（苗族）：化州市中垌镇公居村驻村第一书记兼扶贫工作队队长，中国铁路广州局集团有限公司三茂铁路股份有限公司副总经理
10. 王永标：乐昌市长来镇和村村驻村扶贫工作队原队员，广东省政府机关事务管理局人事教育处一级主任科员
11. 黄文学（土家族）：罗定市加益镇合江村驻村第一书记兼扶贫工作队队长，广东省公安厅政治部机关工会办公室主任
12. 韩浩霖：广东省民政厅政务服务中心综合科科长
13. 岑宇铿：五华县棉洋镇竹坑村驻村第一书记兼扶贫工作队队长，广州交通投资集团广州交投实业有限公司服务区筹备组组长
14. 陈少洪：新疆维吾尔自治区喀什市公安局副局长（挂职），深圳市公安局罗湖分局正科级警官
15. 赖国明：茂名市高新区七迳镇张屋村驻村第一书记兼扶贫工作队队长，珠海市市场监督管理局二级主任科员
16. 杨龙年（女）：翁源县扶贫办扶贫开发规划指导股负责人，翁源县乡村振兴服务中心主任
17. 彭松柏：始兴县司前镇黄沙村驻村第一书记兼扶贫工作队队长，东莞市沙田镇投资促进中心副主任
18. 黄陈强：河源市扶贫工作局扶贫开发指导科科长
19. 罗文干：和平县长塘镇秀河村驻村第一书记兼扶贫工作队队长，河源市住房和城乡建设局村镇建设科副科长
20. 林健华：龙门县委农村工作办公室、龙门县扶贫开发领导小组办公室专职副主任
21. 张立业：海丰县赤坑镇大化村驻村第一书记兼扶贫工作队队长，广东电网有限责任公司汕尾城区供电局总经理
22. 冯帮邢：阳江市农业农村局扶贫科科长
23. 陈永利：阳西县农业农村局扶贫开发股原负责人，阳江市阳西总医院党委办副主任
24. 许保文：雷州市白沙镇符处村驻村第一书记兼扶贫工作队队长，湛江市财政局资产管理科科长
25. 汤旭希：吴川市黄坡镇稳村村驻村第一书记兼扶贫工作队队长，湛江市纪律检查委员会政策法规研究室副主任
26. 张伟华：茂名市滨海新区电城镇架炮村驻村第一书记兼扶贫工作队队长，珠海市公安局拱北口岸分局特警大队行政综合中队三级警长
27. 黄捷：广宁县宾亨镇党委书记
28. 刘晓林：德庆县凤村镇新生、棠下、禄村驻村工作队队长，肇庆市妇女联合会家庭和儿童工作部部长
29. 黄智勇：连州市瑶安乡大营村驻村第一书记兼扶贫工作队队长，清远市公安局交警支队高速七大队教导员
30. 徐自由：英德市石灰铺镇政府农业农村办副主任、扶贫办主任
31. 黄燕生：饶平县委农办、县扶贫办常务副主任
32. 罗永辉：揭阳市揭东区龙尾镇新丰村驻村第一书记兼扶贫工作队队长，东莞市第三人民法院四级主任科员
33. 邓水强：云浮市云安区六都镇庆丰村原驻村第一书记、都杨镇降面村原扶贫队队长，国家税务总局云浮市税务局督察内审科副科长
34. 梁福慧：新兴县天堂镇党委书记
35. 应若素（女）：贵州省毕节市第三人民医院原副院长兼艾滋病科主任（挂职），广州市第八人民医院感染病中心隔离病区负责人
36. 王甘露：西藏自治区林芝市察隅县人民医院院长（挂职），深圳市宝安区人民医院党办主任兼普外二区副主任
37. 黄俊辉：宏辉果蔬股份有限公司董事长
38. 潘健章：粤桂两省（区）贫困村创业致富带头人培训基地主任
39. 许应裘：广州凯源房地产实业有限公司董事长
40. 陈佩唐：陆河县河田镇布金村党支部书记、村委会主任
41. 林德全：广宁县北市镇国光村驻村扶贫工作队队员，中山市坦洲镇城管住建和农业农村局政府雇员
42. 李统伟：潮州市潮安区归湖镇狮峰村党支部书记、村委会主任
43. 陈楚卿（女）：惠来县葵潭镇政府经济发展服务中心主任
44. 杨国强：碧桂园控股有限公司董事局主席

## 广西壮族自治区
1. 吴朝晖：南宁市人大常委会党组成员、副主任，隆安县委书记
2. 刘宗晓：南宁市扶贫开发办公室党组书记、主任，南宁市政府副秘书长（兼）
3. 毛鑫（女，瑶族）：马山县加方乡龙开村驻村第一书记，广西南宁五象新区规划建设管理委员会协调指导局副局长
4. 覃翠东（壮族）：马山县古零镇党委书记
5. 黄谦（壮族）：南宁市武鸣区太平镇庆乐村党总支书记、村委会主任
6. 苏秀清（女）：广西金福农业有限公司总经理
7. 赖运升（壮族）：南宁市邕宁区远升食用菌种植农民专业合作社董事长兼会长
8. 韦忠勇：上林县白圩镇光华农民种养专业合作社理事长
9. 蓝标河（瑶族）：生前为融安县委常委、副县长（挂职），广西外资扶贫项目管理中心监测统计处处长
10. 杨宁（女，苗族）：融水苗族自治县安陲乡江门村党总支书记、村委会主任
11. 龙秀昌（侗族）：三江侗族自治县同乐苗族乡归东村党总支书记、村委会主任
12. 赖园园（女，壮族）：广西融安桔乡里农业有限公司总经理
13. 荣城（侗族）：融水苗族自治县大浪镇大新村驻村第一书记，柳州市委党的建设工作领导小组办公室常务副主任
14. 汤庆秋：永福县广福乡党委书记
15. 莫燕武（女）：荔浦市扶贫开发办公室主任
16. 蒋雅婧（女）：共青团全州县委员会一级科员
17. 莫丽萍（女）：桂林市临桂区五通镇党委委员、副镇长
18. 赵进忠（瑶族）：恭城瑶族自治县莲花镇崇岭村党支部书记
19. 唐莉（女）：平乐县张家镇老埠村驻村第一书记，平乐县农业农村局农业综合执法大队三中队队长
20. 覃硕涌：梧州市万秀区扶贫开发办公室主任
21. 周亚仙（女）：梧州神冠蛋白肠衣有限公司董事长、总经理
22. 黄美芳（女，壮族）：藤县象棋镇甘村村驻村第一书记，藤县红十字会四级主任科员
23. 祝雪兰（女，瑶族）：苍梧县六堡镇山坪村党支部书记
24. 廖木森：岑溪市安平镇中庆村村民
25. 陈坤盛：合浦县西场镇党委书记
26. 张晖：东兴市扶贫开发办公室主任
27. 陈亮：广西盛隆冶金有限公司董事、常务副总经理
28. 罗旺彬：灵山县陆屋镇申安村驻村第一书记，国家税务总局灵山县税务局信息中心干部
29. 邓智勇：浦北县脱贫攻坚指挥部办公室副主任（兼），浦北县手工业联社主任
30. 黄玉娟（女）：贵港市扶贫和水库移民管理局党组书记、局长，贵港市委副秘书长（兼）
31. 郑崇杰：桂平市南木镇龙门村驻村第一书记，桂平西山风景名胜区管理处（广西桂平国家地质公园管理委员会）项目办副主任
32. 韦武浩（壮族）：贵港市港南区新塘镇党委书记
33. 黄健文（壮族）：贵港市覃塘区扶贫和水库移民管理局党组书记、局长
34. 刘入源：广西博白县桂源农牧有限公司总经理
35. 朱新文：生前为博白县顿谷镇党委宣传委员、副镇长
36. 陈绍平：玉林市福绵区沙田镇六龙村党支部书记助理
37. 袁业华（女）：兴业县葵阳镇新荣村村民
38. 邱文源：玉林市财政预算绩效考评中心办公室副主任
39. 黄郅钧：陆川县平乐镇石村村驻村第一书记，陆川县委组织部四级主任科员
40. 周异决（壮族）：百色市委副书记、市长
41. 罗加攀（壮族）：百色市司法局党组书记，百色市水库和扶贫易地安置管理局局长
42. 莫文珍（壮族）：百色市田阳区那坡镇尚兴村村民
43. 齐书亚：百色市右江区泮水乡驮安村驻村第一书记，百色市右江区林业局总工程师
44. 刘德磊（壮族）：田东县扶贫开发办公室党组书记、主任
45. 罗志梅（女，壮族）：百色市扶贫开发办公室党组成员、副主任
46. 黄超种（壮族）：百色市田阳区那满镇党委书记
47. 张华：生前为靖西市安宁乡汤亮村驻村第一书记，广西壮族自治区党委政法委执法监督室副调研员
48. 许艺兰（女，壮族）：那坡县龙合镇定业村驻村第一书记，那坡县林业局党组书记
49. 杨洋（女）：凌云县泗城镇上蒙村驻村第一书记，广西壮族自治区党委组织部人才工作处一级主任科员
50. 江见：田林县高龙乡新寨村驻村第一书记，广西壮族自治区党委巡视工作办公室三级主任科员
51. 王应德：隆林各族自治县天生桥镇岩场村党支部书记
52. 杨光照（壮族）：西林县西林中学党总支书记、校长
53. 王万传：广西万升石业有限公司董事长
54. 廖其智：钟山县公安镇廖屋村党总支书记、村委会主任
55. 邱晨：昭平县昭平镇福登村驻村第一书记，昭平县委办公室综合二股股长
56. 左俊杰：华润电力（贺州）有限公司原党委书记、总经理，华润电力东北大区党委委员、副总经理（主持工作）
57. 陈家坛：贺州市八步区桂岭镇党委副书记、镇长
58. 唐云舒（瑶族）：河池市委副书记、市长
59. 胡革（女，壮族）：河池市扶贫开发办公室党组书记、主任，河池市政府副秘书长（兼）
60. 覃家旺（壮族）：巴马瑶族自治县委副书记
61. 黄景教（壮族）：生前为都安瑶族自治县拉烈镇地平村驻村第一书记，都安瑶族自治县供销合作社联合社监事会副主任
62. 林杰：广西都安嘉豪实业有限公司董事长
63. 陆政（壮族）：大化瑶族自治县板升乡弄纳村原驻村第一书记，大化瑶族自治县水利局党组成员、水利站站长
64. 卢炳胜（壮族）：河池市宜州区福龙瑶族乡党委书记
65. 韦体忠（壮族）：凤山县发展和改革局党组副书记、副局长，凤山县水库和扶贫易地安置中心主任
66. 莫新庄（壮族）：环江毛南族自治县农业农村局党组书记、局长
67. 郭孟德（壮族）：天峨县岜暮乡板么村驻村第一书记，天峨县公安局政工室副主任
68. 韦木调（壮族）：河池市金城江区东江镇里仁村党支部书记
69. 王英荣（瑶族）：东兰县兰木乡央佑村村民
70. 吴德勤（壮族）：罗城仫佬族自治县乔善乡乔本村村民
71. 周南方：广西南丹南方金属有限公司董事长兼总经理
72. 汪云贵（女，瑶族）：广西金秀六段瑶寨文化旅游开发有限公司董事长
73. 莫秋明（苗族）：金秀瑶族自治县六巷乡大岭村驻村第一书记，来宾市文化广电和旅游局文物科科长
74. 韦贵康（壮族）：合山市桂盛养兔专业合作社理事长
75. 陆原荣（壮族）：武宣县禄新镇上堂村村民
76. 石支宇（壮族）：忻城县古蓬镇古蓬社区居委会主任
77. 李远强：凭祥市上石镇板旺村驻村第一书记，崇左市委政法委维稳指导科科长
78. 黄一碧（壮族）：宁明县委副书记、县长
79. 黎明华（壮族）：宁明县峙浪乡党委副书记、乡长
80. 黄耀旋（壮族）：龙州县下冻镇峡岗村原党总支副书记、村委会副主任，峡岗村村民
81. 潘孟（壮族）：大新县扶贫开发办公室党组书记、主任
82. 言志军（壮族）：广西新振锰业集团有限公司总经理
83. 玉静（女，壮族）：龙州县上龙乡党委书记
84. 陈立彩（女，壮族）：崇左市江州区江州镇板备村岜牟屯党支部书记
85. 蒋家柏：广西壮族自治区扶贫开发办公室党组书记、主任，广西壮族自治区政府办公厅党组书记、主任
86. 吴桂彬（回族）：忻城县红渡镇六纳村驻村第一书记，广西高等学校毕业生就业创业指导中心干部
87. 韦春梅（女，壮族）：广西壮族自治区水利厅农村水利水电处一级主任科员
88. 林良胜（壮族）：百色市田阳区五村镇巴某村驻村第一书记，广西壮族自治区党委办公厅值班处副处长
89. 陶树记（壮族）：宾阳县洋桥镇凌达村村民
90. 廖雪芳（女）：柳州市发展和改革委员会农村经济科一级主任科员
91. 韦克（瑶族）：都安瑶族自治县东庙乡安宁村党支部书记
92. 莫翠芳（女）：阳朔县普益乡党委书记

## 海南省
1. 吴优：海口市扶贫工作办公室党组书记、主任
2. 杨小锋：三亚市育才生态区工作委员会那受村党支部书记、第一书记，三亚市南繁科学技术研究院副院长
3. 杜卫红：儋州市木棠镇薛宅村第一书记，国家税务总局儋州市税务局第一税务分局四级高级主办
4. 李寒丁：琼海市长坡镇礼昌村第一书记兼驻村工作队队长，琼海市委政法委执法监督协调室主任
5. 林鹏：海南传味文昌鸡产业股份有限公司董事长
6. 黄业平（黎族）：万宁市长丰镇边肚村党支部书记、村委会主任
7. 符乃贤：东方市扶贫工作办公室党组书记、主任
8. 罗新增：五指山市委常委、副市长（挂职），中海石油气电集团有限责任公司干部
9. 李锋：五指山市毛阳镇党委书记
10. 张国辉（黎族）：乐东黎族自治县万冲镇党委书记
11. 王姑（女）：澄迈县扶贫工作办公室党组书记、主任
12. 王赵未：临高县扶贫工作办公室党组书记、主任
13. 王颂娇（女）：临高县波莲镇党委副书记、镇长
14. 秦遵帅：定安县雷鸣镇政府扶贫办主任
15. 吴万祯：生前为屯昌县农业农村局党组书记、局长
16. 陈雷：陵水黎族自治县椰林镇党委书记
17. 陈启贞（黎族）：昌江黎族自治县教育局学生资助管理中心主任
18. 黄照儒（黎族）：保亭黎族苗族自治县南林乡党委书记
19. 石雄孙（黎族）：生前为保亭黎族苗族自治县毛感乡南春村党支部副书记
20. 王华宁（黎族）：琼中黎族苗族自治县黎母山镇党委副书记、政法委员
21. 刘蔚：白沙黎族自治县委书记
22. 邱瑞麟（黎族）：白沙黎族自治县阜龙乡政府扶贫专干
23. 吴慕君：海南省委组织部副部长
24. 易伟鹏：海南省农业生态与资源保护总站农艺师
25. 刘小俊：海南省人力资源开发局就业指导处处长
26. 余兰海：海南省学校后勤与学生资助管理办公室学生资助管理科科长
27. 黄欣（女）：海南省第五人民医院科员
28. 苏乾：海南省住房和城乡建设厅房地产市场监管处副处长
29. 吴祥跃：海南省水务厅农村水利水电处副处长
30. 吴俊：海南省扶贫工作办公室督查考核处一级主任科员

## 重庆市
1. 罗显清（女）：万州区郭村镇集庆玩具服装制衣厂厂长
2. 傅飞丁：万州区扶贫开发办公室综合科科长
3. 王贞六：黔江区黑溪镇胜地社区村民
4. 刘昶：黔江区金溪镇山坳村驻村第一书记，重庆医科大学附属第二医院治安主管
5. 杨云刚：北碚区印光蜜蜂养殖专业合作社负责人
6. 黄志：渝北区大盛镇青龙村党总支书记
7. 梁正勇：巴南区东温泉镇扶贫办专职副主任
8. 谢向红：长寿区江南街道农业服务中心副主任
9. 孟玲（女）：江津区西湖镇扶贫开发中心负责人，镇团委书记
10. 陈国强：綦江区石壕镇扶贫办主任，镇农业服务中心主任
11. 马庆海：大足区宝顶镇铁马村驻村第一书记，重庆市人民检察院第一分院三级高级书记员
12. 魏德惠（女）：璧山区健龙镇小河村村民
13. 赵安福：铜梁区水口镇树荫村党支部书记
14. 薛奉军：开州区大进镇驻镇工作队副队长兼联络员，重庆市委组织部干部一处处长
15. 熊尚兵：开州区长沙镇齐圣村党委书记
16. 张志中：梁平区紫照镇桂香村党总支书记
17. 杨懿：武隆区后坪乡白石村驻村第一书记，重庆市司法局机关党委专职副书记
18. 张永红：重庆市武隆区传宏土特产品有限公司董事长
19. 张瑞月（女）：城口县北屏乡财政办工作人员
20. 付体碧（女）：丰都县十直镇秦榜沟村村民
21. 夏强：生前为垫江县裴兴镇高石村驻村工作队队长兼第一书记，垫江县总工会党组成员，县职工服务（帮扶）中心主任
22. 杨骅：生前为忠县金鸡镇傅坝村驻村工作队队长兼第一书记，原忠县安监局办公室副主任
23. 张波：云阳县交通局党委委员，县交通运行监测与应急调度中心主任
24. 唐华：奉节县平安乡驻乡工作队队员，太极集团有限公司太极天驴公司质管部副经理
25. 向城钢：奉节县扶贫开发办公室主任，奉节县委办公室副主任
26. 杨树海：奉节县委书记
27. 严克美（女）：巫山县双龙镇副镇长
28. 李春奎：巫山县委书记
29. 刘吉振：巫溪县红池坝镇渔沙村驻村第一书记，重庆市农业科学院蔬菜花卉研究所科研人员
30. 匡后明：巫溪县中梁乡石锣村党支部书记
31. 谭治康：巫溪县水利局农村水利水电科负责人
32. 谭雪峰（土家族）：石柱土家族自治县委常委，石柱土家族自治县中益乡党委书记
33. 白天树（土家族）：秀山土家族苗族自治县川河盖蜜蜂养殖专业合作社理事长
34. 田茂友（土家族）：酉阳土家族苗族自治县可大乡客寨村村民
35. 王祖勋：彭水苗族土家族自治县三义乡驻乡工作队常务副队长，重庆市能源局副局长
36. 邵红二（苗族）：彭水苗族土家族自治县润溪乡莲花寺村党支部书记
37. 周冬勤（女）：万盛经开区万东镇五和村党总支书记、村委会主任
38. 熊亮：重庆市扶贫开发办公室考核评估处处长
39. 颜安：重庆日报报业集团记者
40. 廖和平（女）：西南大学精准扶贫与区域发展评估研究中心主任
41. 魏宗平：新疆宏博房地产集团有限公司董事长，共青团重庆市委驻新疆工作委员会书记

## 四川省
1. 袁莉（女）：石渠县人民医院副院长（挂职），成都市金牛区中医医院手术室护士长
2. 蒋青淞：简阳市石钟镇火烧庙村第一书记，简阳市纪委监委第二纪检监察室副主任
3. 曾道群（女）：自贡市沿滩区联络镇高滩村党支部书记、村委会主任
4. 姜萌（女）：攀枝花市扶贫开发局扶贫开发服务中心主任
5. 李万忠：古蔺县委书记
6. 梅猛：古蔺县二郎镇党委书记
7. 李镠：合江县发展和改革局局长
8. 陈宇：泸州市扶贫移民服务中心工作人员
9. 曾奎：泸县扶贫开发局局长
10. 毛文华：德阳市委副秘书长，德阳市扶贫开发局党组书记、局长
11. 唐克斌：德阳市旌阳区扶贫开发局局长
12. 李光辉（羌族）：北川羌族自治县委常委、统战部部长
13. 丁猛：三台县石安镇党委副书记、镇长
14. 赵海伶（女）：青川海伶山珍商贸有限责任公司董事长兼总经理
15. 李君：苍溪县白驿镇岫云村党支部书记
16. 曹加伦：旺苍县委办公室副主任
17. 张玉全：广元市利州区白朝乡党委书记
18. 罗永茂：剑阁县普安镇党委书记
19. 蒋乙嘉：蓬溪县拱市联村党委书记
20. 蒋和平：射洪市香山镇党委书记
21. 刘忠明：威远县严陵镇党委书记
22. 的莫鸽鸽（女，彝族）：乐山市金口河区司法局四级调研员
23. 师玉容（女）：沐川县高笋乡党委书记
24. 乔进双梅（女，彝族）：马边花间刺绣专业合作社负责人
25. 陈建清（女）：蓬安县兴旺镇三青沟村党支部书记
26. 何为：仪陇县新政镇安溪潮农村社区驻村工作队队员，南充市委办公室秘书科副科长
27. 马家斌：南充市政府副秘书长，南充市扶贫开发局党组书记、局长
28. 曹榆：南充市财政局政府债务管理科科长
29. 郑程：南充市高坪区阙家镇党委书记
30. 张晋铭：生前为阆中市纪委常委、监委委员
31. 杨勇：珙县政府党组成员，珙县扶贫开发局局长
32. 文兴培：屏山县政府党组成员，屏山县扶贫开发局局长
33. 张闻：理塘县木拉镇党委副书记（挂职），四川省宜宾五粮液集团有限公司党群工作部文秘、扶贫主管
34. 汤庭兰（女）：筠连县人大常委会人事代表工委副主任
35. 文龙：广安市扶贫开发局党组成员、总工程师
36. 李金松：广安市前锋区观塘镇三台村第一书记，前锋区矛盾纠纷多元化解协调中心管理九级职员
37. 罗红云：岳池县顾县镇党委书记
38. 蒋清裕：邻水县交通运输局党委书记、局长
39. 吴荣华：渠县定远镇团寨村第一书记，达州市委组织部党员教育宣传中心副主任
40. 李美文：万源市大沙镇桂花村驻村工作队队员，达州市政府办公室离退休人员管理科科长
41. 屈德胜：宣汉县龙泉土家族乡鸡坪村（原大坪村）第一书记，宣汉县畜禽繁育改良站副站长
42. 符代富：达州市通川区磐石镇党委书记
43. 陈明国：达州市达川区扶贫开发局党组书记
44. 杜权军：大竹县委副书记
45. 李皓：开江县任市镇党委书记
46. 王伟：巴中市政府副秘书长，巴中市扶贫开发局党组书记、局长
47. 张炜：通江县财政局党委书记、局长
48. 温青山：平昌县白衣镇党委书记
49. 陈坤：巴中市恩阳区下八庙镇马鞍山村第一书记，巴中市恩阳区政务服务和公共资源交易服务中心工作人员
50. 吴娉（女）：雅安市石棉县蟹螺藏族乡大湾村第一书记，雅安市石棉县蟹螺藏族乡副乡长
51. 付志洪：洪雅县中山镇前锋村党支部书记
52. 毛波：安岳县李家镇瓦窑村第一书记，安岳县医疗保障事务中心副主任
53. 陈望慧（女，藏族）：小金县达维镇冒水村党支部书记，小金县夹金山清多香野生资源开发有限责任公司董事长
54. 刘坪：阿坝藏族羌族自治州委书记，阿坝藏族羌族自治州脱贫攻坚领导小组组长
55. 措斯基（女，藏族）：阿坝县洛尔达乡学尔沟村原帮扶干部，阿坝县委机关委员会书记
56. 殷启雄（羌族）：松潘县税务局机关党委副书记
57. 张飞：小金县甘家沟村第一书记，小金县美兴镇委宣传委员
58. 徐俊：金川县独松乡嘎伍岭村第一书记，四川青神经济开发区管委会主任
59. 何有信（羌族）：阿坝藏族羌族自治州茂县六月红花椒专业合作社理事长
60. 赵煜民：壤塘县交通运输局原副局长、吾依乡原党委副书记、吾依村原党支部副书记（挂职），交通运输部综合规划司水运规划处干部
61. 郭蕾（女，满族）：甘孜藏族自治州人民医院妇产科援助专家，广东省第二人民医院副主任医师
62. 肖友才（藏族）：甘孜藏族自治州委副书记、州长
63. 王潇：石渠县德荣马乡党委副书记兼扎马村驻村队员，成都市金牛区市场监督管理局综合执法大队综合科副科长
64. 何建新（藏族）：巴塘县扶贫开发局局长
65. 李丹（女，藏族）：稻城县扶贫开发局副局长
66. 叶建明（藏族）：甘孜藏族自治州九龙县三垭镇副镇长
67. 扎西罗布（藏族）：道孚县委常委
68. 刘成忠：乡城县农牧农村和科技局副局长
69. 徐道明：甘孜藏族自治州交通运输局综合规划科科长
70. 其麦仁真（藏族）：白玉县赠科乡八垭村集体经济组织负责人
71. 耿福能：四川好医生攀西药业有限责任公司董事长
72. 张伟：凉山彝族自治州委副书记，州直机关工委书记
73. 罗雅宏（彝族）：金阳县副县长
74. 卓文宪：雷波县委副书记（挂职），四川省纪委监委驻四川省科技厅纪检监察组综合处处长
75. 徐航：昭觉县委常委、副县长（挂职），佛山市禅城区委常委、二级调研员
76. 达久乌萨（彝族）：金阳县依达乡党委书记
77. 贾勇：普格县扶贫开发局党组书记、局长
78. 王小兵（彝族）：喜德县光明镇阿吼村第一书记，国网喜德县供电公司党建部副主任
79. 杨卓玛（女，藏族）：美姑县瓦古乡瓦以村第一书记，合江县石龙镇顺江小学教师
80. 曹宇（女）：布拖县人民医院妇产科副主任，内江市第一人民医院妇产科主治医师
81. 左凯：越西县申普乡果吉村综合帮扶队队员，蒲江县农业农村局朝阳湖畜牧站站长
82. 贾巴伍各（彝族）：生前为凉山彝族自治州布拖县公安局党委委员、政工室主任
83. 王正（女）：四川省以工代赈办公室综合处处长
84. 吕秀兰（女）：四川农业大学教授
85. 王彦军：四川省人力资源和社会保障厅干部
86. 杨登全：四川省自然资源厅扶贫办专职副主任
87. 安士龙：四川省住房和城乡建设厅干部
88. 胡厚池：四川省交通运输厅公路局党委委员、副局长
89. 马进：四川省玉溪河灌区管理局工程师
90. 朱允慎：越西县副县长（挂职），四川省商务厅国际合作产业推进处副处长
91. 陈远波：四川省卫生健康委员会干部
92. 降初（藏族）：四川省政府副秘书长，四川省扶贫开发局党组书记、局长
93. 程举：中国人民银行成都分行资本项目管理处副处长
94. 田睿明：凉山彝族自治州脱贫攻坚领导小组办公室副主任，凉山彝族自治州委组织部副部长（挂职），四川省委组织部组织二处副处长
95. 张剑：四川省民政厅社会救助处副处长
96. 王俊：喜德县农业农村局副局长（挂职），四川省水产局技术推广总站副站长
97. 马庚：乐山市金口河区曙光村驻村工作队队员，四川川投能源股份有限公司员工
98. 杨强：昭觉县副县长（挂职），东方电气集团东方电机有限公司采购中心党总支书记兼副主任

## 贵州省
1. 杨锡勇：开阳县农业农村局党委委员，县扶贫开发中心主任
2. 雷鹏飞：清镇市流长乡油菜村第一书记，贵阳市委政法委关爱中心后勤部部长
3. 魏树旺：遵义市委书记
4. 刘强：遵义市委副秘书长，市扶贫开发办公室党组书记、主任
5. 王廷科：赤水市两河口镇黎明村党支部书记、村委会主任
6. 罗睿：遵义市红花岗区政府办副主任
7. 李昕：习水县委办副主任，县扶贫开发办公室主任（县生态移民局局长）
8. 李卓：凤冈县永和镇党湾村第一书记，遵义市发展和改革委员会项目服务中心主任
9. 夏昌国：遵义市播州区尚嵇镇乌江村党总支书记
10. 陈力：湄潭县兴隆镇党委书记
11. 申春雨（仡佬族）：务川仡佬族苗族自治县委办副主任，县扶贫开发办公室主任
12. 陈仕丽（女）：仁怀新朝阳医院院长
13. 冉楷（土家族）：遵义市汇川区委办副主任，区扶贫开发办公室主任
14. 杨畅：盘州市鸡场坪镇塘子边村第一书记，六盘水市人民医院团委书记
15. 杨波（苗族）：六盘水市钟山区大湾镇海嘎村第一书记，区民宗局党组书记
16. 王赟（苗族）：六盘水市钟山区委书记
17. 王静（女）：六盘水市水城区新桥街道新业社区党支部书记、居委会主任
18. 高安勤（彝族）：六盘水市水城区陡箐镇石头寨村第一书记，六盘水市农业农村局种植业发展中心副主任
19. 聂德友：盘州市盘江天富种植农民专业合作社理事长，盘州市盘关镇天富刺梨园区联村党委书记
20. 王金涛：贵州二表哥生态农业有限公司董事长
21. 岳其勇：六盘水市钟山区青林乡扶贫工作站负责人
22. 左文学：安顺市平坝区乐平镇塘约村党总支书记
23. 王泽勇（苗族）：普定县化处镇水井村第一书记，航空工业贵州新安航空机械有限责任公司摩擦材料厂副厂长
24. 肖正强（苗族）：安顺市平坝区白云镇平元村党总支书记、村委会主任
25. 朱高学：安顺市平坝区天龙镇高田村党总支书记
26. 张兴燚（女）：关岭布依族苗族自治县沙营镇纸厂村村委会副主任
27. 张厚学：紫云苗族布依族自治县大营镇大营村第一书记，安顺市政府办公室人事科科长
28. 吴秀实（苗族）：贵州高速公路集团有限公司营运事业部凯里中心职工
29. 李仁兵：威宁彝族回族苗族自治县迤那镇五星社区党支部书记、迤那镇党委副书记
30. 郭锋：毕节市政府副秘书长、织金县委副书记（挂职），中华全国工商业联合会扶贫与社会服务部扶贫工作处处长
31. 杨益（苗族）：织金县自强苗族乡大冲村党支部书记，乡政府一级科员
32. 詹雯（女）：毕节市纳雍天河实验学校校长，广州市天河区车陂小学校长
33. 文永松（彝族）：赫章县委办副主任，县扶贫开发办公室主任
34. 万宽广：毕节市矿山救护队队长
35. 张继丹（女，仡佬族）：纳雍县百兴镇科技文化服务中心主任、扶贫特岗人员
36. 刁朝贵：黔西县八块棉鞋加工坊负责人
37. 胡钧溥：威宁彝族回族苗族自治县石门乡团结村党支部书记，乡政府一级科员
38. 肖明军：赫章县结构乡沙坝村第一书记，毕节市委组织部人事科科长
39. 李大奎：威宁彝族回族苗族自治县新发布依族乡松发村第一书记，毕节市政府总值班室主任
40. 张龙敏（女，苗族）：织金县熊家场镇白马村党支部书记
41. 高扬（彝族）：纳雍县猪场乡党委书记
42. 罗福：毕节市七星关区朱昌镇党委书记
43. 蔡明臣：赫章县安乐溪乡党委书记
44. 孙磊：毕节市七星关区鸭池镇核桃村党支部书记、村委会主任
45. 杨天啸（侗族）：大方县凤山彝族蒙古族乡党委委员、副乡长，银川村党总支书记
46. 罗卫（女，彝族）：黔西县谷里镇党委书记
47. 曹顺友（彝族）：威宁彝族回族苗族自治县新发布依族乡龙滩村党支部书记
48. 查颖冬：铜仁市委常委、副市长（挂职），苏州市政府党组成员
49. 王明礼（苗族）：思南县东升森林种养家庭农场场长
50. 文伟红（土家族）：生前为沿河土家族自治县中寨镇大坪村第一书记，县经济开发区管委会企业服务中心工作人员
51. 杨华祥：江口县委书记
52. 王昭权（苗族）：印江土家族苗族自治县沙子坡镇四坳村村民
53. 张鲁黔（土家族）：沿河土家族自治县中界镇高峰村第一书记，铜仁市生态移民局督查专员
54. 冷朝刚（苗族）：思南县塘头镇青杠坝村党支部书记
55. 石丽平（女，苗族）：贵州省松桃梵净山苗族文化旅游产品开发有限公司总经理
56. 陈根毅（侗族）：铜仁市碧江区和平乡党委书记
57. 甘馨方（女，苗族）：铜仁市就业局副局长
58. 何秀刚（土家族）：德江县平原镇党委书记
59. 罗焕楠（苗族）：铜仁市万山区丹都街道旺家社区党总支书记
60. 陈立群：台江县民族中学终身名誉校长、原校长
61. 罗强（苗族）：黔东南苗族侗族自治州委副书记、州长
62. 龙开泉（侗族）：黔东南苗族侗族自治州扶贫开发办公室主任
63. 徐刘蔚：丹寨县委副书记、县长
64. 姚水长（侗族）：凯里市旁海镇水寨村第一书记，市公安局交警大队中队长
65. 文霞（女，布依族）：麻江县卫生健康局局长
66. 唐成兴：黄平县扶贫开发办公室主任
67. 孙兴红（侗族）：施秉县甘溪乡高碑村党支部书记
68. 徐业霞（女，侗族）：天柱县石洞镇党委书记
69. 陆永江（女，侗族）：黎平县彦婷手工刺绣坊总经理
70. 殷学安（侗族）：从江县审计局农业环保和社会保障审计股原股长（退休）
71. 黄国锋（侗族）：榕江县教育和科技局局长
72. 吴格娥（女，苗族）：黔东南民族职业技术学院生物与环境工程系主任
73. 胡炳文（苗族）：剑河县扶贫开发办公室主任
74. 杨承辉（水族）：三都水族自治县中和镇党委书记，县中和果蔬产业园区党工委书记
75. 王华银：福泉市银富种养殖农民专业合作社负责人
76. 罗应和（苗族）：惠水县明田街道新民社区党支部书记、居委会主任
77. 王文杰：贵定县盘江镇长江村第一书记，黔南布依族苗族自治州委党校（黔南行政学院）讲师
78. 王辉（苗族）：荔波县委常委、组织部长
79. 王长武（布依族）：平塘县甲茶镇团结村党支部副书记、村委会主任
80. 高晓昀（女）：长顺县委书记
81. 梁玉林：黔南布依族苗族自治州扶贫开发办公室主任
82. 黄红缨（女）：贵州黄红缨茶业有限公司董事长、贵州瓮安鑫产园茶业有限公司董事长
83. 李建（布依族）：独山县麻尾镇党委副书记、镇长
84. 宋勇亮：罗甸县原县委常委、副县长（挂职），国投交通控股有限公司高级业务经理
85. 刘文新：黔西南布依族苗族自治州委书记
86. 田锦华（苗族）：兴仁市屯脚镇鲤鱼村党支部副书记、村委会主任
87. 刘洁（女）：册亨县委副书记
88. 刘恭利（女，土家族）：望谟县乐旺镇坡头村第一书记，县扶贫开发办公室副主任
89. 雷海（苗族）：黔西南布依族苗族自治州公安局治安警察支队副支队长（主持工作）
90. 王瑜（布依族）：黔西南布依族苗族自治州农业农村局技术推广中心助理农艺师
91. 罗立（布依族）：普安县盘水街道大榜村第一书记，黔西南布依族苗族自治州民政局救助科科长
92. 令狐克渊：黔西南布依族苗族自治州生态移民局移民发展服务中心副主任
93. 李桂莲（女）：贵州省农业科学院研究员、原名誉院长（退休）
94. 易小波：贵州省委办公厅秘书三处三级主任科员
95. 周雯（女）：贵州省财政厅农业处副处长
96. 张勇（土家族）：望谟县乐旺镇猫寨村第一书记，贵州省发展和改革委员会农村经济处一级主任科员
97. 龙朝阳（苗族）：纳雍县委副书记（挂职），贵州省政府督查一室主任、一级调研员
98. 伏效平：正安县委常委、副县长（挂职），贵州省委网络安全和信息化委员会办公室规划财务处处长
99. 左国辉：普安县南湖街道大湾村第一书记，贵州日报报刊社视觉设计部主任
100. 袁博（女）：威宁彝族回族苗族自治县板底乡雄鹰村第一书记，贵州省人民医院党委办公室机要科科长
101. 田维荣（布依族）：纳雍县勺窝镇五一社区第一书记，贵州省草地技术试验推广站质量检测科科长
102. 韦零（壮族）：贵州省水利厅烟水配套工程处副处长
103. 余伟：罗甸县木引镇木引村第一书记，贵州省高级人民法院二级调研员
104. 张再杰：贵州财经大学绿色发展战略研究院院长
105. 蒲朝新：剑河县柳川镇柳堡村驻村干部，贵州轻工职业技术学院轻工化工系学生管理科科长
106. 陈秋：贵州医科大学医学检验学院学生管理科科长
107. 张恒飞：紫云苗族布依族自治县猴场镇小湾村第一书记，贵州航空职业技术学院机电分院副院长
108. 陈铭：普定县猴场乡仙马村第一书记，中国航发贵阳发动设计研究所后勤保障部副部长
109. 周洪宁：石阡县坪山乡佛顶山村第一书记，中国银行贵州省分行风险管理部督导
110. 罗明元（侗族）：天柱县高酿镇上花村第一书记，中国邮政储蓄银行股份有限公司台江县支行营业主管
111. 张家相（白族）：六盘水市钟山区保华镇海螺村第一书记，首钢水城钢铁（集团）有限责任公司水钢制造管理部中心理化室主管师
112. 孙健：台江县方召镇交汪村第一书记，贵州旅游投资控股（集团）有限责任公司职工
113. 娄贵锋：赫章县罗州镇高山村第一书记，赫章康兴扶贫开发有限公司副总经理

## 云南省
1. 王应刚：禄劝彝族苗族自治县则黑乡党委书记
2. 朱石祥：寻甸回族彝族自治县扶贫开发办公室党组书记、主任
3. 吴国良：生前为昆明市东川区汤丹镇扶贫办公室常务副主任，汤丹镇中河村党支部书记
4. 张进松：昆明市社会扶贫开发服务中心副主任
5. 罗雄：昆明市东川区汤丹镇党委书记
6. 胡江辉（普米族）：昆明市东川区委书记
7. 王秋婷（女）：生前为大关县纪委监委工作人员
8. 成铖（彝族）：威信县三桃乡政府科员
9. 吴长碧（女）：云南电网有限责任公司昭通彝良供电局党支部副书记
10. 范雪：昭通市昭阳区扶贫开发办公室党组书记、主任
11. 胡发吕：巧家县马树镇小河塘村村委会副主任
12. 韩琪（女，回族）：永善县国有林场副场长，马楠乡党委副书记（挂职）
13. 甄兰芳（女，回族）：鲁甸县文屏镇小学校长
14. 谭德才：永善县永兴中药材种植专业合作社法定代表人
15. 熊梅（女，苗族）：盐津县盐井镇文兴社区党总支书记、居委会主任
16. 邓冬：宣威市双河乡党委副书记（挂职）、驻村工作队大队长兼梨树坪村第一书记，云南电网有限责任公司曲靖宣威供电局职工
17. 许云华：曲靖市扶贫开发办公室党组书记、主任
18. 李治润：罗平县扶贫开发办公室党组书记、主任
19. 杨增山：生前为曲靖市马龙区月望乡沙坡笼村党总支书记
20. 陈志：富源县委副书记、县长
21. 林盛：会泽县古城街道经济发展办公室主任
22. 赵小华：师宗县公安局警务保障室副主任
23. 王瑞清（女）：元江哈尼族彝族傣族自治县扶贫开发办公室副主任
24. 苏正华：玉溪市扶贫开发办公室规划和行业扶贫科科长
25. 张银春：保山市扶贫开发办公室党组成员、副主任
26. 邵宗智：龙陵县龙山镇杨梅山村党总支书记
27. 段定华：生前为施甸县何元乡莽王村党总支书记
28. 郭彩廷：生前为腾冲市猴桥镇经济发展办公室业务负责人
29. 李文芝（女，彝族）：生前为武定县公安局经侦大队教导员
30. 李春剑（彝族）：南华县扶贫开发办公室主任
31. 罗文慧（彝族）：楚雄彝族自治州扶贫开发办公室党组书记、主任
32. 罗星伟：武定县扶贫开发办公室主任
33. 耿荣贵（彝族）：大姚县铁锁乡党委委员、纪委书记
34. 王然玄（彝族）：元阳县新街镇党委副书记（挂职），共青团元阳县委副书记
35. 许海清：石屏县异龙镇阿希者村党总支书记
36. 李涛（哈尼族）：绿春县公安局禁毒大队副大队长，平河镇大头村拉祜寨临时党支部组织委员
37. 李兴也（壮族）：屏边苗族自治县湾塘乡党委书记
38. 陈红武：泸西县农业农村和科学技术局党组书记、局长
39. 晋洪江：金平苗族瑶族傣族自治县委书记
40. 黄振（哈尼族）：红河哈尼族彝族自治州扶贫开发办公室政策法规科科长
41. 王敦伟（壮族）：马关县雅登博服饰有限公司总经理
42. 韦明（壮族）：富宁县花甲乡党委书记
43. 卢安魁（壮族）：砚山县阿猛镇阿基村委会阿基大寨村小组村民
44. 李太学（壮族）：砚山县蚌峨乡六掌村党总支书记
45. 李华明：西畴县西洒镇龙泉村委会岩头村小组党支部书记、村小组长
46. 郑锦：广南县委副书记
47. 蒙仕珍（女，瑶族）：麻栗坡县天保镇小寨村党总支书记、村委会主任
48. 刘松（傣族）：宁洱哈尼族彝族自治县磨黑镇团结村党总支书记
49. 李德顺（彝族）：墨江哈尼族自治县泗南江镇干坝村驻村第一书记，云南省普洱供电局党建部副主任
50. 杨宇（女）：普洱市副市长，西盟县委书记
51. 杨中兴：澜沧拉祜族自治县委书记
52. 张艳兰（女）：孟连傣族拉祜族佤族自治县扶贫开发办公室副主任
53. 周亚玲（女，傣族）：景谷康鸿西番莲种植户专业合作社理事长
54. 罗永才（哈尼族）：勐腊县勐腊镇补蚌村党总支书记、村委会主任
55. 罗志华（拉祜族）：勐海县畜牧兽医站高级兽医师
56. 吉向阳（彝族）：南涧彝族自治县委书记
57. 刘平：生前为祥云县普淜镇杨家屋村党总支书记、村委会主任
58. 李连映：弥渡县德苴乡党委书记
59. 李德琦（白族）：大理白族自治州扶贫开发办公室党组书记、主任
60. 杨吉昆（白族）：洱源县牛街乡福和村党总支书记、村委会主任
61. 杨福才（彝族）：剑川县老君山镇新和村村民
62. 赵神贵（白族）：云龙县政府办公室二级主任科员
63. 杨善斌：芒市副市长，芒市扶贫开发办公室主任
64. 梁昌才（阿昌族）：梁河县九保阿昌族乡党委书记
65. 谢良忠（傈僳族）：玉龙纳西族自治县黎明乡美乐村党总支书记
66. 魏高明：永胜县委副书记（挂职），财政部社会保障司办公室主任、处长
67. 王世荣（独龙族）：贡山独龙族怒族自治县独龙江乡巴坡村党总支书记
68. 杨永胜：泸水市称杆乡乡长
69. 和文宝（白族）：福贡县鹿马登乡党委书记
70. 和银光（傈僳族）：兰坪白族普米族自治县中排乡大宗村第一书记
71. 扎史尼玛（藏族）：生前为维西傈僳族自治县维登乡新华村驻村工作队队员，迪庆藏族自治州民族歌舞团职工
72. 李光明：维西傈僳族自治县保和镇党委书记
73. 赵志磊（白族）：德钦县委副书记
74. 蔡永鑫（藏族）：香格里拉市金江镇党委书记
75. 毕起美（女，彝族）：双江拉祜族佤族布朗族傣族自治县忙糯乡邦界村原第一书记、驻村扶贫工作队队长，临沧市临翔区人民检察院副检察长
76. 李本菊（女）：临沧市扶贫开发办公室副主任、三级调研员
77. 李忠玉（女）：临沧市临翔区凤翔街道中山村第一书记、驻村扶贫工作队队长，临翔区人民医院党委副书记、纪委书记
78. 杨世荣：云县爱华镇大树村党支部书记
79. 杨志厅：沧源佤族自治县委书记、二级巡视员
80. 罗宇鹏（白族）：生前为耿马傣族佤族自治县大兴乡党委副书记、乡长
81. 王思泽：云南省扶贫开发办公室党组成员、副主任
82. 夭可婕（女，彝族）：云南省民政厅一级主任科员
83. 龙建平（独龙族）：怒江公路局贡山分局独龙江公路管理所党支部书记、所长
84. 宁德鲁：云南省林业和草原技术推广总站站长
85. 尼章光（白族）：云南省农业科学院热带亚热带经济作物研究所四级研究员
86. 吕光寿：云南省扶贫信息中心七级职员
87. 吕志雄：云南省教育厅督导室主任
88. 孙富文：云南省政府投资项目评审中心（云南省工程咨询中心）主任
89. 杜敏（女，白族）：九三学社云南省委员会办公室一级主任科员
90. 李寿（白族）：永平县杉阳镇松坡村第一书记、驻村工作队队长，云南省人力资源和社会保障厅政策法规处一级主任科员
91. 李卫东：云南省文明办创建处处长
92. 李韦奇：云南省公安厅一级主任科员
93. 李定海（白族）：云南民族文化旅游产业有限公司云漫智慧公司副总经理
94. 李闻纹（傈僳族）：云南银保监局城市银行监管处科长
95. 杨子生（白族）：云南财经大学精准扶贫与发展研究院院长、国土资源与持续发展研究所所长
96. 杨正海（哈尼族）：中国邮政储蓄银行普洱市分行会计员
97. 吴本林：云南省国有资产监督管理委员会改革和规划发展处二级调研员
98. 沈建华（女）：国家统计局云南调查总队住户监测处处长
99. 张玉芸（女）：云南省医疗保障局待遇保障处一级主任科员
100. 张建国：云南出入境边防检查总站临沧边境管理支队勐捧边境派出所副所长
101. 罗猛：审计署昆明办农业审计处处长
102. 和晓宏（傈僳族）：生前为中国电信怒江分公司扶贫办副主任
103. 郑重：昆明海关所属昆明长水机场海关二级主办
104. 娄煜：云南省住房和城乡建设厅名城处四级主任科员
105. 姚葳蕤：云南中烟工业有限责任公司团委副书记
106. 都吉（藏族）：德钦县羊拉乡甲功村第一书记、驻村工作队队长，中国铜业云南迪庆矿业开发有限公司安全环保健康部副经理
107. 夏敏（女）：中国民主建国会云南省委员会组织部一级主任科员
108. 徐波[需要消歧义]：云南省委组织部组织三处处长
109. 徐以民：云南省纪委监委国际合作室副主任
110. 崔茂乔：云南大学扶贫办主任
111. 蒋仕祥：国家税务总局昭通市税务局一级行政执法员
112. 程坤：云南省发展和改革委员会易地扶贫搬迁处处长

## 西藏自治区
1. 达娃桑珠（藏族）：生前为西藏自治区扶贫开发办公室党组成员、副主任
2. 尼玛扎西（藏族）：生前为西藏自治区农牧科学院党组副书记、院长
3. 李有平：日喀则市政协副主席，昂仁县委书记
4. 达瓦（藏族）：类乌齐县委书记
5. 卓嘎（女，藏族）：尼玛县甲谷乡驻村工作队总领队兼东隆村工作队队长，西藏自治区人大常委会办公厅办公室副主任
6. 何珍（女）：西藏自治区扶贫开发办公室计划财务处处长
7. 旺玖（藏族）：西藏自治区农业农村厅计划财务处二级调研员
8. 尼玛旺久（藏族）：西藏自治区财政厅农业农村处一级调研员
9. 罗桑次仁（藏族）：西藏自治区住房和城乡建设厅村镇建设处处长
10. 刘忠：西藏自治区卫生健康委员会基层卫生健康处处长
11. 张鑫：西藏自治区林业和草原局规划财务审计处副处长
12. 徐伍达（彝族）：西藏自治区社科院农村经济研究所副所长
13. 次仁顿珠（藏族）：西藏自治区党委办公厅督查室驻那曲市申扎县塔尔玛乡杂日村工作队队长兼第一书记
14. 王宛东：西藏自治区党委巡视工作领导小组办公室一级主任科员
15. 陈晓燕（女）：西藏自治区扶贫开发办公室综合处秘书科科长
16. 罗杨：国家统计局西藏调查总队信息技术应用处驻日喀则市拉孜县柳乡西嘎村第一书记
17. 饶文斌：西藏自治区政府办公厅法规处三级主任科员
18. 强巴次仁（门巴族）：西藏自治区总工会劳动人民文化宫保卫科副科长
19. 谭曲坚才（藏族）：西藏自治区经济和信息化厅原材料工业处四级主任科员
20. 罗布顿珠（藏族）：那曲市聂荣县聂荣镇8村原驻村工作队副队长兼第一书记，中国人寿保险股份有限公司西藏自治区分公司经办
21. 扎塔（藏族）：西藏金塔建设集团有限公司董事长
22. 白玛玉珍（女，藏族）：拉萨市民政局党组副书记、局长
23. 德吉（女，藏族）：拉萨市尼木县自然资源局派驻尼木吞弥现代农业产业园区车厘子种植负责人
24. 马继梁：拉萨江苏实验中学副校长
25. 阿旺次仁（藏族）：拉萨市文创园区同心苑社区党支部书记
26. 索朗加措（藏族）：拉萨市墨竹工卡直孔噶瑕农畜产品工贸有限公司董事长
27. 贾政：吉隆县委常委、副县长
28. 拉巴次仁（藏族）：萨迦县雄玛乡德布热惠民藏鸡养殖有限公司董事长
29. 扎桑罗布（藏族）：日喀则市聂拉木县琐作乡查益村原第一书记，聂拉木县口岸人民医院副院长
30. 石旺（藏族）：仲巴县帕羊镇聂康村党支部书记、村委会主任
31. 南木珍（女，藏族）：仁布县康雄乡亚德细褐羊毛织品农民专业合作社负责人
32. 旦增称来（藏族）：江孜县年堆乡尼玛藏式卡垫加工农民专业合作社理事长
33. 吾金旦增（藏族）：洛扎县扎日乡卫生院副院长
34. 布琼啦（藏族）：山南市曲松县曲松镇措堆村驻村工作队队长兼第一书记，曲松镇政府文化服务中心主任
35. 巴珠（藏族）：山南市永创发展建设有限公司董事长
36. 巴桑（藏族）：山南市民族藏帖尔手工业残疾人福利有限公司总经理
37. 卫士春：生前为山南市扶贫开发办公室技师工
38. 张晋宇：林芝市政府副秘书长，林芝市脱贫攻坚指挥部督导考核组组长
39. 李云海：林芝市脱贫攻坚指挥部产业脱贫组成员，林芝市旅游发展局三级主任科员
40. 尼玛（藏族）：米林县米林镇红太阳科技示范家庭农场场长
41. 拉姆（女，藏族）：林芝市工布江达县拉姆残障缝纫友谊合作社理事长
42. 云登加措（藏族）：工布江达县朱拉松茸加工农民专业合作社理事长
43. 赤列旺堆（藏族）：昌都市八宿县林卡乡冷宜村第一书记，八宿县脱贫攻坚指挥部易地搬迁组副组长
44. 加央措成（藏族）：昌都市类乌齐县达多阳光建筑商贸有限责任公司负责人
45. 廖俊龙：昌都市委组织部组织编制史志编纂办主任
46. 仁增贡布（藏族）：芒康县扶贫开发办公室主任
47. 吕元香（女）：贡觉县民政局局长
48. 赤来塔吉（藏族）：那曲市色尼区委副书记、区长，色尼区脱贫攻坚指挥部指挥长
49. 吕中原：那曲市脱贫攻坚指挥部教育脱贫组成员，市教育局高级教师
50. 扎巴（藏族）：双湖县扶贫开发办公室主任
51. 扎西央金（女，藏族）：那曲市住房和城乡建设局村镇科副科长
52. 巴桑次仁（藏族）：嘉黎县人大常委会副主任，嘉黎县麦地卡乡党委书记
53. 索南杰布（藏族）：班戈县保吉乡党委书记
54. 达娃平措（藏族）：阿里地区扶贫开发办公室党组书记
55. 群培（藏族）：阿里地区农业农村局技术推广站副站长
56. 米普（女，藏族）：普兰县巴嘎乡政府扶贫专干
57. 平措旺堆（藏族）：改则县麻米乡茶措村党支部书记
58. 扎西多布杰（藏族）：札达县托林镇托林居民委员会党支部书记

## 陕西省
1. 张友社：西安市委副秘书长，西安市扶贫开发办公室党组书记、主任
2. 李安济：周至县扶贫工作办公室主任
3. 常淳：西安市鄠邑区蒋村街道办事处柳泉口村驻村第一书记，西安市法学会学术研究部主任
4. 张伟峰：西安市长安区引镇街道办事处扶贫开发办公室负责人
5. 崔省强：宝鸡市扶贫开发办公室党组书记、主任
6. 刘砚昭：扶风县扶贫开发办公室党组书记、主任
7. 李武发：麟游县委副书记、县长
8. 邰晓龙：凤翔县扶贫开发办公室副主任
9. 李瑞宁（女）：岐山县蔡家坡镇五丈原村驻村第一书记兼工作队队长，岐山县住建局蔡家坡房地产管理所副所长
10. 齐峰：陕西齐峰果业有限责任公司董事长
11. 侯军：凤县平木镇西山村驻村第一书记，凤县政府办公室后勤服务中心主任
12. 柴智强：宝鸡市金台区硖石镇高家湾村驻村第一书记，宝鸡市委政策研究室工会主席
13. 刘建华：宝鸡市渭滨区神农镇邵家山村党支部书记、村委会主任
14. 程建国：咸阳市副市长
15. 王飞：永寿县委副书记、县长
16. 史耀东：咸阳市扶贫开发局党组书记、局长
17. 姜西武：长武县洪家镇姜曹村村民、村级电子商务负责人
18. 许超莹（女）：乾县城关街道办事处党工委书记
19. 卢效平：陕西亿丰实业集团有限公司董事长
20. 雷乾县：礼泉县骏马镇东风村党支部书记、天丰种植养殖专业合作社理事长
21. 赵湖北：陕西三原星火养羊专业合作社理事长
22. 朱伟：宜君县脱贫攻坚指挥部常务副指挥长，宜君县常务副县长
23. 任帅：铜川市耀州区脱贫攻坚领导小组办公室副主任、区扶贫开发局局长
24. 路程：铜川市印台区陈炉镇脱贫攻坚领导小组组长、陈炉镇党委书记
25. 李县平：合阳县委书记
26. 郭智强：渭南市扶贫开发办公室正县级督查专员
27. 秦智：渭南市卫生健康委员会规划发展和财务管理科科长
28. 李诗颖（女）：渭南市农业农村局种植业管理科科长
29. 马军辉：富平县齐村镇桥西村驻村第一书记兼工作队队长，渭南市民政局福利院膳食科副科长
30. 刚涛：渭南市住房和城乡建设局城建科科长
31. 王宝印：陕西红星美羚乳业股份有限公司董事长兼总经理
32. 成云浪：澄城县冯原镇马村党委书记、村委会主任
33. 袁博：潼关县扶贫信息监测中心主任
34. 翟荔学：大荔县扶贫开发办公室党组书记、主任
35. 卜晓军：韩城市水务局水资源与供水科科长
36. 朱东平：延安市扶贫开发局党组书记、局长
37. 卫关钰：延长县安沟镇党委书记
38. 野根利：延安市安塞区化子坪镇党委书记
39. 崔院强：甘泉县石门镇魏家沟村驻村第一书记，甘泉县水政水资源管理办公室干部
40. 付凡平（女）：宜川县蒙恩农产品经销有限责任公司董事长
41. 马秀岚（女）：榆林市副市长
42. 贺文元：榆林市财政局党组书记、局长
43. 高寒：米脂县委副书记、县长
44. 王亚功：神木市农业农村局党组书记、局长
45. 王军：府谷县赵五家湾便民服务中心党委书记
46. 苏丽（女）：佳县乌镇刘家峁村驻村工作队队员，榆林市公安局正科级侦察员
47. 贺建强：佳县通镇向阳湾村党支部书记
48. 高晨翔：子洲县周家硷镇董家圪崂村驻村第一书记，榆林市政府会议管理中心干部
49. 康虎生：汉中市扶贫开发办公室党组书记、主任
50. 刘自宝：勉县新铺镇余家沟村党支部书记
51. 马维钦：镇巴县扶贫开发办公室党组书记、主任
52. 高波：佛坪县副县长（挂职），中央网信办财务局审计处处长
53. 余剑：生前为佛坪县岳坝镇草林村驻村第一书记，县总工会常务副主席
54. 李万春：汉中市南郑区水产工作站站长
55. 代芳（女）：城固县双溪镇副镇长
56. 周峰：洋县龙亭镇党委书记
57. 张顺喜：洋县扶贫开发办公室党组书记、主任
58. 武轩羽：西乡县子午镇七星坝村驻村工作队队员，汉中市烟草公司西乡县分公司科员
59. 崔涛：勉县移民（脱贫）搬迁工作办公室副主任
60. 何天华：宁强县大安镇党委书记
61. 王日新：白河县委副书记
62. 田辉：镇坪县脱贫攻坚领导小组办公室主任，县人大常委会副主任
63. 刘堂余：安康市汉滨区流水镇良田村党支部书记、村委会主任
64. 李成全：汉阴县财政局党组书记、局长
65. 郑玉龙：宁陕县广货街镇和平村驻村第一书记，西安咸阳国际机场股份有限公司安检护卫部护卫大队党支部书记
66. 哈红黎（回族）：紫阳县脱贫攻坚领导小组办公室常务副主任
67. 伍先忠：岚皋县蔺河镇蒋家关村党支部书记
68. 王青山：平利县长安镇金沙河村驻村工作队队员，平利县水利局干部
69. 覃涛：镇坪县牛头店镇白珠村驻村工作队队长，镇坪县公安局交通管理大队教导员
70. 向飞：旬阳县脱贫攻坚领导小组办公室主任，吕河镇镇长
71. 王善武：石泉县委办公室主任
72. 曹文平：安康市扶贫开发局政办科科长
73. 廖安渝：安康市创业就业服务中心创业就业服务科科长
74. 张轩颐（女）：安康市财政局农业农村科副科长
75. 罗存成：商洛市扶贫开发局党组书记、局长
76. 李强：商洛市自然资源局（市移民办）副主任
77. 王金良：商洛市商州区扶贫开发局党组书记、局长
78. 周建国：洛南县扶贫开发局党组书记、局长
79. 叶朝军：丹凤县扶贫开发局副局长
80. 沈稳国：商南县扶贫开发局副局长
81. 郭有锋：山阳县扶贫开发局信息监测中心主任
82. 蒋维杰：镇安县云盖寺镇党委书记
83. 史高纯：柞水县扶贫开发局党组书记、局长
84. 王凯：商洛市农业农村局产改办主任
85. 张英锋：商洛市卫生健康委员会流动办主任兼健康扶贫办主任

## 甘肃省
1. 任燕顺：甘肃省扶贫开发办公室党组书记、主任
2. 李秉诚：甘肃省畜牧技术推广总站科长
3. 汪爱文：甘肃省政府办公厅保卫处处长、帮扶办主任
4. 王刚：庆城县委副书记（挂职），甘肃省人社厅社会保险基金监督处处长
5. 马聪慧（回族）：天水市麦积区五龙镇大窑村驻村帮扶工作队队长兼第一书记，甘肃省人大常委会办公厅老干部处副处长
6. 朱森平：秦安县五营镇蔡河村驻村帮扶工作队队长兼第一书记，甘肃省文物局三级调研员
7. 韩鑫：甘肃省委组织部信息化管理处一级主任科员
8. 杨志强：环县车道镇苦水掌村驻村帮扶工作队队长兼第一书记，甘肃煤田地质局综合普查队陇原公司天水物探测量处副经理
9. 杨立群：生前为甘肃省通信产业工程监理有限公司项目管理部主任
10. 史隆：中国铁路兰州局集团有限公司扶贫办主任
11. 李平：金川集团股份有限公司社会帮扶办公室主任
12. 王文全：陇南市扶贫开发办公室党组书记、主任
13. 李平生：宕昌县委书记
14. 曹勇：西和县委书记
15. 杨勤：礼县扶贫开发办公室党组书记、主任
16. 杨江林：宕昌县扶贫开发办公室党组书记、主任
17. 张富生：西和县交通运输局党组书记、局长
18. 谢文元：陇南市武都区蒲池乡党委书记
19. 何迎军：文县口头坝乡党委书记
20. 雍维艺：康县阳坝镇党委书记
21. 赵小宁：成县王磨镇原党委书记
22. 田国权：徽县水阳镇党委书记
23. 宋福如：甘肃民丰科技发展有限公司董事长
24. 刘玉红（女）：陇南市祥宇油橄榄开发有限责任公司董事长
25. 高明：礼县桥头镇党委书记
26. 赵廷林（东乡族）：临夏回族自治州州委常委，广河县委书记
27. 张卓：临夏回族自治州扶贫开发办公室党组书记、主任
28. 马秀兰（女，回族）：临夏回族自治州州委常委，东乡族自治县委书记
29. 段学魁：临夏市扶贫开发办公室党组书记、主任
30. 鲁鸿宙：临夏百益现代农业科技有限责任公司董事长
31. 马永忠（东乡族）：广河县扶贫开发办公室党组书记、主任
32. 马占山（回族）：积石山保安族东乡族撒拉族自治县扶贫开发办公室党组书记、主任
33. 杨小兰（女）：和政县新庄乡将台村党支部书记、村委会主任
34. 郭小玲（女）：康乐县扶贫开发综合服务中心主任
35. 张昌波：甘肃省以工代赈易地搬迁办公室二级主任科员
36. 刘鹏武（藏族）：舟曲县曲告纳镇党委书记
37. 纳卓东珠（藏族）：卓尼县阿子滩镇原党委书记，卓尼县财政局党组书记、局长
38. 李刚加西（藏族）：迭部县洛大镇黑扎村党支部书记、村委会主任
39. 斗格才让（藏族）：碌曲县西仓镇贡去乎村党支部书记、村委会主任
40. 郝广平：临潭县洮滨镇上川村驻村帮扶工作队队长兼第一书记，国网甘肃省电力公司甘南供电公司党委党建部四级职员
41. 唐晓明：定西市委书记
42. 姚明东：定西市政府副秘书长，定西市扶贫开发办公室党组书记、主任
43. 鲁泽：陇西县委书记
44. 李幸泽：甘肃蓝天马铃薯产业发展有限公司董事长
45. 陈长军：通渭县榜罗镇党委书记
46. 常海增：通渭常家河福兴德农牧林专业合作社理事长
47. 朱恒昌：陇西县扶贫开发办公室党组书记、主任
48. 龚志荣：临洮县太石镇三益村党支部书记、村委会主任
49. 刘胜安：渭源县委副书记（挂职），原国务院扶贫办规划财务司专项处处长
50. 李晓梅（女）：甘肃田地农业科技有限公司董事长
51. 徐明：漳县农业农村局党组书记、局长
52. 包永全：岷县方正草业开发有限责任公司董事长
53. 霍定明：天水市麦积区委副书记
54. 邵海云（女）：天水市麦积区民政局党组书记、局长
55. 张小军：秦安县西川镇党委书记
56. 马筱宁（回族）：张家川回族自治县委副书记、县长
57. 李毅（回族）：张家川回族自治县住房和城乡建设局党组书记、局长
58. 柴永生：天水市秦州区医疗保障局党组书记、局长
59. 张维林：甘谷县腾达职业技术培训学校校长
60. 董西成：武山县扶贫开发办公室党组书记、主任
61. 冯小明（女）：清水县土门镇梁山村党支部书记
62. 郭鹏宇：天水市扶贫开发办公室综合科科长
63. 杨双六：天水市医学会医疗事故技术鉴定工作办公室主任
64. 吴健：甘谷县委副书记、县长
65. 郭娜娜（女）：天水市市场监督管理局干部
66. 张华：甘肃中盛农牧集团有限公司董事局主席
67. 侯志强：镇原县委副书记、县长
68. 刘小兵：环县曲子镇西沟村党支部书记、村委会主任
69. 户锋：华池县农业农村局党组书记、局长
70. 王大勇：合水县委政法委科员
71. 高亚丽（女）：镇原县方山乡党委书记
72. 白兴时：环县扶贫开发办公室党组书记、主任
73. 肖正川：庆城县金诚果业农民专业合作社理事长
74. 陈景春：静宁县委副书记、县长
75. 程强：泾川县旭康食品有限责任公司董事长
76. 姚军福：灵台县上良镇北张村党支部书记、村委会主任
77. 卜鹏洲：中国石油西北销售分公司精准扶贫办公室主任
78. 岳彩霞（女）：华亭市河西镇仿真花加工扶贫车间负责人
79. 崔江鸿：静宁县扶贫开发办公室党组书记、主任
80. 刘小平：泾川县王村镇党委书记
81. 王有泉：永登县扶贫开发办公室党组书记、主任
82. 王国福：榆中县扶贫开发办公室党组书记、主任
83. 苏君（女）：白银市委书记
84. 闫志雄：白银市扶贫开发办公室党组书记、主任
85. 符浩：白银市城乡居民最低生活保障办公室副主任
86. 马宏江：会宁县大沟镇党委书记
87. 吴德民：靖远县扶贫开发办公室副主任
88. 吴志明：白银市白银区财政局党组书记、局长
89. 柳鹏：武威市委书记
90. 李鹏：天祝藏族自治县委书记
91. 胡丛斌：古浪县黄花滩绿洲生态移民产业专业合作社党委书记
92. 刘羽桐（女）：甘肃远达投资集团有限公司董事长
93. 杨斌：武威市凉州区黄羊镇上庄村党支部书记、村委会主任
94. 马志祥：甘肃前进牧业科技有限责任公司董事长
95. 张彦东：瓜州县扶贫开发服务中心副主任
96. 赵寿鹏：永昌县农业农村局副局长，永昌县扶贫开发办公室副主任

## 青海省
1. 牛得海（土族）：达日县委书记
2. 相世恩：青海省委宣传部新闻处副处长
3. 王晓莉（女）：青海省交通运输厅综合规划处处长
4. 胡秦洁（女，藏族）：青海省财政厅农业农村处一级主任科员
5. 柏章荣：青海省农业农村厅农牧业区划遥感中心干部
6. 王晓娟（女）：青海省总工会经济技术部一级主任科员
7. 王海久：青海大学附属医院肝胆胰外科主任
8. 胡进胜（女）：西宁市扶贫开发局副局长
9. 郭晓荣：囊谦县扶贫开发局局长
10. 何多明：乐都区扶贫开发局副局长
11. 尹君：乌兰县农牧和扶贫开发局党组书记、局长
12. 久先太（藏族）：兴海县扶贫开发局局长
13. 柴春林：德令哈市农牧和扶贫开发局党组书记、局长
14. 陈敏（女）：河南蒙古族自治县扶贫开发局副局长
15. 才科杰（女，藏族）：贵南县委副书记、县长
16. 张启峰（蒙古族）：海晏县委常委、副县长
17. 多巴（藏族）：循化撒拉族自治县尕楞乡党委书记
18. 扎洛（藏族）：同德县唐谷镇党委书记
19. 尼玛扎西（藏族）：杂多县萨呼腾镇党委副书记
20. 马兰（女）：曲麻莱县秋智乡党委书记
21. 旦正（藏族）：甘德县江千乡致富带头人
22. 华格加（藏族）：共和县倒淌河镇拉乙亥麻村党支部书记
23. 苏晓莉（女，回族）：青海素隆姑文化旅游产业开发有限公司董事长
24. 莫龙刚：都兰县热水乡副乡长
25. 刘文慧：湟源县巴燕乡下胡丹村第一书记，湟源县巴燕乡党委副书记
26. 宋朝辉：湟源县大华镇巴汉村驻村工作队队员，青海省财政厅投资评审中心综合部部长
27. 杨建民：湟中区田家寨镇拉尕村驻村工作队队员，西宁市委网信办职员
28. 李玉兰（女）：民和回族土族自治县隆治乡桥头村第一书记，县农业农村和科技局原管理七级职员（退休）
29. 马锁安（藏族）：互助土族自治县台子乡哇麻村原第一书记，青海省委组织部干部教育处处长、一级调研员
30. 王斌云：民和回族土族自治县大庄乡台集村第一书记，海东市广播电视台新闻部副主任
31. 祁之鹏：都兰县香日德镇幸福村第一书记，海西蒙古族藏族自治州农牧局综合行政执法监督局副局长
32. 呼晓齐（蒙古族）：乌兰县柯柯镇东沙沟村驻村工作队队员，共青团海西蒙古族藏族自治州委三级主任科员
33. 项秀（藏族）：贵南县茫曲镇那然村第一书记，贵南县委党校副校长
34. 郭延照：兴海县曲什安镇大米滩村第一书记，兴海县新农村建设服务中心主任
35. 程伟：贵德县尕让乡阿言麦村驻村工作队队员，海南藏族自治州林业和草原局林业站高级工程师
36. 牛生有：海晏县金滩乡东达村党支部书记
37. 张晓君（回族）：门源回族自治县西滩乡簸箕湾村驻村工作队队员，门源回族自治县委党校助理讲师
38. 弋肖锋（藏族）：生前为玉树市下拉秀镇苏鲁村第一书记，玉树市人民法院副院长
39. 安万扎美（藏族）：囊谦县香达镇大桥村党支部书记
40. 玉成（藏族）：治多县索加乡莫曲村第一书记，青海省长江源园区管委会治多管理处生态环境和自然资源管理局局长
41. 多杰才旦（藏族）：久治县门堂乡门堂村第一书记，中国移动通信集团青海有限公司果洛分公司综合部职员
42. 官却（藏族）：玛沁县拉加镇赞根村党支部书记
43. 扎西闹吾（藏族）：玛沁县下大武乡年扎村第一书记，中国邮政储蓄银行果洛藏族自治州班玛县支行行长
44. 俄多（藏族）：泽库县宁秀镇拉格日村党支部书记
45. 尕玛德青（藏族）：同仁市双朋西乡环主村第一书记，黄南藏族自治州发展和改革委员会办公室主任

## 宁夏回族自治区
1. 姜继琴（女）：银川市扶贫开发办公室党组书记、主任
2. 谢刚：灵武市郝家桥镇党委书记
3. 陈立新：贺兰县扶贫和农业综合开发服务中心主任
4. 张小莉（女）：银川市西夏区贺兰山西路街道办事处党工委副书记、主任
5. 任月英（女）：石嘴山市农业农村局扶贫开发科科长
6. 倪萍（女）：石嘴山市大武口区星海镇新民社区党委书记、居委会主任
7. 蒋文军：吴忠市扶贫开发办公室党组书记、主任
8. 杨锋：盐池县惠安堡镇狼布掌村党支部书记
9. 郭状：盐池县扶贫开发办公室村级发展互助资金管理中心干部
10. 丁建华（回族）：同心县河西镇旱天岭村党总支书记
11. 吕振中：吴忠市红寺堡区扶贫开发办公室党组书记、主任
12. 白占玉（回族）：吴忠市红寺堡区红寺堡镇党委副书记、镇长
13. 金晓萍（女，回族）：吴忠市利通区扶贫开发办公室副主任（挂职），吴忠市利通区民政局党组成员、副局长
14. 赵忠宏：青铜峡市青铜峡镇同进村驻村工作队队长，青铜峡市青铜峡镇党委委员、武装部部长
15. 赵晓东：固原市委常委、纪委书记、监委代主任
16. 陈宇青：固原市扶贫开发办公室党组书记、主任
17. 魏钊：固原市原州区张易镇党委书记
18. 马红元：固原市原州区扶贫开发办公室党组成员、副主任
19. 王庭孝：西吉县沙沟乡党委书记
20. 撒凤虎（回族）：生前为西吉县扶贫开发办公室项目股副股长
21. 秦振邦（回族）：西吉县偏城乡涵江村驻村第一书记
22. 李荣林：隆德县联财镇党委书记
23. 褚月霞（女）：泾源县香水镇党委副书记、镇长
24. 陈宗惠：彭阳县扶贫开发办公室党组书记、主任
25. 袁相鼎：宁夏固原农村商业银行股份有限公司部门经理
26. 张冠华：中卫市扶贫开发办公室党组书记、主任
27. 叶廷文：中宁县扶贫开发服务中心党支部书记、主任，中宁县农业农村局副局长
28. 刘彦录（回族）：中卫市沙坡头区宣和镇党委副书记
29. 洪兴志（回族）：海原县西安镇党委副书记、镇长
30. 李伟（回族）：宁夏回族自治区政府办公厅秘书三处副处长
31. 吴丙坤：宁夏回族自治区水利调度中心科员
32. 李庆：宁夏回族自治区医疗保障经办服务中心一级主任科员
33. 丁海燕（女，回族）：同心县预旺镇贺塬村驻村第一书记，吴忠市水务局工会主席
34. 王元明：西吉县硝河乡新庄村驻村第一书记，固原市供销合作社联合社理事会副主任
35. 王铁：海原县贾塘乡后塘村驻村第一书记，中卫市自然资源局自然资源调查确权登记科科长

## 新疆维吾尔自治区（含新疆生产建设兵团）
1. 杨发森：和田地委书记
2. 杨桦（女）：和田地区行署副秘书长，地区扶贫开发办公室党组书记、副主任
3. 乌布力艾散·乌布力喀斯木（维吾尔族）：和田霸丽穆商贸有限责任公司董事长
4. 訾桂信：皮山县方圆绿色农业科技开发有限公司总经理
5. 冯武年：皮山县委书记
6. 马志军：政协和田地区工委副主任，于田县委书记
7. 地力夏提·库尔班（维吾尔族）：洛浦县委副书记、县长
8. 冯长松：墨玉县吐外特乡党委副书记
9. 李江辉：和田市委副书记，市扶贫开发办公室第一书记
10. 阿卜力提普·塔西（维吾尔族）：墨玉县喀尔赛镇党委副书记、镇长
11. 尤卫彬：皮山县扶贫开发办公室党组副书记、主任
12. 唐明生：于田县扶贫开发办公室党组书记、主任
13. 李州州：洛浦县扶贫开发办公室党组副书记、主任
14. 麦麦提艾力·伊敏（维吾尔族）：和田县拉依喀乡央阿克其勒克村党支部书记
15. 崔远鹏（满族）：民丰县亚瓦通古孜乡兰城村第一书记、“访惠聚”驻村工作队队长，中国电力建设集团有限公司中水十五局第四分公司工程师
16. 赵彦龙：和田市吉亚乡巴什吐格曼村第一书记、“访惠聚”驻村工作队队长，国家税务总局和田地区税务局企业所得税科科长
17. 朱国松：新疆欧锦亚纺织有限公司总经理
18. 郑根昌：喀什地区行署副秘书长，地区扶贫开发办公室党组书记、副主任
19. 李俊华：疏勒县罕南力克镇塔坎村第一书记，新疆农科院哈密瓜研究中心推广研究室主任
20. 王福友：塔什库尔干塔吉克自治县委书记
21. 热合曼·吾买尔（维吾尔族）：疏附县委副书记、县长
22. 梁拥军：叶城县委副书记（扶贫专职）、县政协党组书记
23. 张峰：生前为塔什库尔干塔吉克自治县塔吉克阿巴提镇瑙阿巴提村第一书记，新疆维吾尔自治区党委编办事业单位登记管理局局长
24. 高守迎：莎车县扶贫开发办公室党组书记、副主任
25. 塔吉姑丽·沙比尔（女，维吾尔族）：伽师县江巴孜乡艾格铁热克村党支部书记
26. 李淑芳（女）：疏勒县扶贫开发办公室党组副书记、主任
27. 李长青：伽师县扶贫开发办公室党组书记、主任
28. 田皓：麦盖提县巴扎结米镇党委书记
29. 陈东方：泽普县扶贫开发办公室党组副书记、主任
30. 单丽丽（女）：岳普湖县阿其克乡玛江库木村“访惠聚”驻村工作队原队员、扶贫工作站原站长，岳普湖县应急管理局三级主任科员
31. 彭章茂：巴楚县色力布亚镇喀拉艾肯博依村“访惠聚”工作队副队长、扶贫工作站站长，巴楚县司法局四级主任科员
32. 张文（回族）：喀什新投鸽业有限责任公司党支部副书记、总经理
33. 麦麦提伊敏·赛麦尔（维吾尔族）：泽普县金牛养殖农民专业合作社党支部书记、理事长
34. 吾吉·图尔荪（维吾尔族）：英吉沙县恭祥木艺加工农民专业合作社理事长
35. 钱国彪：叶城县阿克塔什镇党委副书记
36. 艾海买提·肉孜（维吾尔族）：麦盖提县艾海买提肉孜农民专业合作社负责人兼央塔克乡玉奇于孜莫村党支部副书记
37. 萨吉代姆·吾普尔（女，维吾尔族）：英吉沙县乔勒潘乡巴依艾日克村“访惠聚”驻村工作队队长，英吉沙县委宣传部一级主任科员
38. 刘卫民：克孜勒苏柯尔克孜自治州党委副秘书长，州扶贫开发办公室党组书记、主任
39. 刘建胜：阿克陶县委书记
40. 对先·巧开西（柯尔克孜族）：阿合奇县猎鹰之乡养殖农民专业合作社负责人
41. 塔依尔·卡吾里（塔吉克族）：阿克陶县塔尔塔吉克民族乡库祖村村民
42. 李劲松：阿克苏地区行署副秘书长，地区扶贫开发办公室党组书记
43. 吐尔洪·阿不拉（维吾尔族）：乌什县委副书记、县长
44. 居麦克·依明（维吾尔族）：阿瓦提县沙柳工匠农民专业合作社负责人
45. 吴洪涛：新疆天玉种业有限责任公司董事长、总经理
46. 居玛别克·巴扎尔别克（哈萨克族）：尼勒克县喀拉苏乡大喀拉苏村村委会副主任
47. 谭振莲（女）：察布查尔锡伯自治县喜利妈妈社会服务中心主任
48. 玉芳（女，锡伯族）：察布查尔锡伯自治县阔洪奇乡副乡长
49. 陈俊涛：新源县委组织部党员教育中心主任
50. 文化敏（女）：吉木乃县教育局资助管理中心主任
51. 吴秋琼（女）：托里县多拉特乡加玛特村第一书记、“访惠聚”驻村工作队队长，托里县委宣传部副部长、文明办主任
52. 叶尔杰甫·哈哈尔满（哈萨克族）：巴里坤哈萨克自治县黄土场开发区管委会干部
53. 阿力木·依明江（维吾尔族）：和硕县阿力木养殖农民专业合作社理事长
54. 图尔迪·拜科日（维吾尔族）：且末县苏塘惠农农产品运输专业合作社经理
55. 赛开尔·胡山（女，哈萨克族）：木垒哈萨克自治县哈依娜尔民族手工艺品制造有限责任公司总经理
56. 段学渊：博乐市青得里镇崩很特村村医
57. 曹歌：托克逊县能源重化工工业园区管委会党工委委员，县扶贫开发办公室副主任
58. 李学雄：民丰县人民医院党支部副书记、院长，乌鲁木齐市第一人民医院（乌鲁木齐儿童医院）医务科主任
59. 曹志文：新疆维吾尔自治区扶贫开发办公室党组书记、主任
60. 李忠：新疆维吾尔自治区纪委监委第四监督检查室副主任
61. 郑新宝：新疆畜牧科学院畜牧研究所研究室主任
62. 于蓝（女）：温宿县克孜勒镇喀拉萨村“访惠聚”驻村工作队原队员，新疆维吾尔自治区信访局一级主任科员
63. 祝芳（女）：新疆维吾尔自治区社会科学界联合会一级主任科员
64. 吴卫东：新疆维吾尔自治区疾病预防控制中心寄生虫及布病防治所科室副主任
65. 徐麟：新疆农科院农作物品种资源研究所所长
66. 田辉：国家统计局新疆调查总队三级主任科员
67. 杨富强：新疆社会科学院社会学研究所副研究员
68. 王孝先：中国国民党革命委员会新疆维吾尔自治区委员会二级主任科员
69. 王锋：新疆新能源（集团）有限责任公司党委办公室主任
70. 张昱：新疆国际经济合作（集团）有限责任公司总经理助理
71. 岳敏：生前为新疆生产建设兵团第十四师皮山农场9连党支部书记、连队管理委员会指导员
72. 陈俊业：新疆生产建设兵团第一师4团3连党支部书记、连队管理委员会指导员
73. 龙慧（女）：新疆生产建设兵团第三师51团9连“访惠聚”驻村工作队原队长、连党支部原第一书记，新疆生产建设兵团人民检察院检务督察部主任
74. 邱成国：新疆生产建设兵团第二师铁门关市华山中学党委副书记、校长
75. 甘尚权：新疆农垦科学院畜牧兽医研究所研究员
76. 张小宾：疏勒县巴合齐乡喀克其村“访惠聚”驻村工作队队长，石河子大学后勤管理处党委副书记、处长
77. 钱斌：新疆生产建设兵团第三师扶贫开发办公室四级主任科员
78. 王晓东：新疆生产建设兵团第十二师47团5连党支部负责人，昆玉市天河养殖专业合作社法定代表人
79. 罗权勇：新疆生产建设兵团第四师64团12连党支部书记、连队管理委员会指导员
80. 陈守维：新疆生产建设兵团第三师44团6连党支部书记
81. 李磊：新疆生产建设兵团第九师163团3连党支部书记、连队管理委员会指导员

## 国资委
1. 鲍立民：河北省保定市涞源县委常委、副县长（挂职），中国航天科技集团有限公司中国乐凯集团有限公司处长
2. 甄智：中国航天科工集团有限公司党群工作部三级专务
3. 包斯日古楞（蒙古族）：中国兵器工业集团有限公司社会责任部专务
4. 曾翠红（女）：云南省红河哈尼族彝族自治州泸西县金马镇太平村驻村第一书记、扶贫工作队队长，中国兵器装备集团有限公司云南西仪工业股份有限公司总经理助理
5. 梁楠郁：西藏自治区那曲市委副秘书长、双湖县委副书记（挂职），中国石油天然气集团有限公司高级审计经理
6. 钱有：甘肃省临夏回族自治州东乡族自治县脱贫攻坚领导小组副组长（挂职），中国石油化工集团有限公司中国石化销售股份有限公司北京石油分公司中层正职干部
7. 黄丹松：湖北省宜昌市长阳土家族自治县龙舟坪镇合子坳村驻村第一书记，国家电网有限公司工会生产生活部（女工部）三级职员
8. 王荣刚：重庆市巫山县副县长（挂职），中国长江三峡集团有限公司长江三峡水电工程有限公司办公室主任
9. 胡小明：四川省凉山彝族自治州布拖县觉撒乡博作村原驻村第一书记，国家能源投资集团有限责任公司四川发电有限公司（国能四川能源有限公司）物资管理中心物资综合管理主管
10. 段玉平：西藏自治区阿里地区行署原副秘书长，改则县原县委常委、副县长（挂职），中国移动通信集团有限公司江苏盐城分公司党委书记、总经理
11. 方明：陕西省商洛市镇安县副县长（挂职），中国电子信息产业集团有限公司审计部专理
12. 郭康安：湖北省黄石市阳新县委常委（挂职），中国铝业集团有限公司中国长城铝业有限公司总经理办公室副经理
13. 徐步：西藏自治区昌都市原副秘书长（挂职），中国远洋海运集团有限公司法务与风险管理本部室高级专员
14. 熊劲松：湖南省邵阳市新宁县安山乡大塘村驻村第一书记，中国南方航空集团有限公司湖南分公司扶贫工作队队长
15. 李国伟：西藏自治区山南市洛扎县委副书记（挂职），中粮集团有限公司办公室行政服务中心副总经理
16. 艾拜都拉·乃吉米丁（维吾尔族）：新疆维吾尔自治区喀什地区伽师县克孜勒博依镇曲如其村驻村第一书记、“访惠聚”驻村工作队队长，中国储备粮管理集团有限公司中央储备粮巴音郭楞直属库有限公司副总经理
17. 章杨（女，回族）：中国节能环保集团有限公司党群工作部高级经理
18. 宋大鹏：河南省洛阳市宜阳县副县长（挂职），中国诚通控股集团有限公司诚通人力资源有限公司党群工作部高级项目经理
19. 马杰：贵州省铜仁市印江土家族苗族自治县木黄镇木盆村驻村第一书记，中国中煤能源集团有限公司中煤盘江重工有限公司副总经理
20. 张磊：山西省长治市武乡县蟠龙镇栗家沟村驻村第一书记，中国煤炭科工集团有限公司山西天地王坡煤业有限公司党群工作部副部长
21. 田丰：河南省信阳市新县副县长（挂职），机械科学研究总院集团有限公司武汉材料保护研究所有限公司经营部副部长
22. 赵文骥：河北省石家庄市平山县副县长（挂职），中国化工集团有限公司中国昊华化工集团股份有限公司党委巡察办高级副主任
23. 邱军：生前为甘肃省庆阳市华池县副县长（挂职），中国化学工程集团有限公司东华工程科技股份有限公司项目管理部党支部书记、副主任
24. 赵健：宁夏回族自治区固原市泾源县大湾乡杨岭村驻村第一书记，中国建材集团有限公司四川华构建筑科技有限公司纪委书记
25. 李建峰：云南省德宏傣族景颇族自治州梁河县河西乡丝光坪村驻村第一书记，中国有色矿业集团有限公司党群工作部统战处高级主管
26. 朴永超（满族）：河南省驻马店市平舆县双庙乡前张村驻村第一书记，矿冶科技集团有限公司选矿研究设计所团支部书记
27. 陈路：云南省楚雄彝族自治州大姚县副县长（挂职），中国国际技术智力合作集团有限公司上海经济技术合作有限公司软件中心干部
28. 张大勇：山西省忻州市偏关县水泉镇水泉村驻村第一书记，中国建筑科学研究院有限公司职能后勤部物业管理高级技工
29. 曾华杰：河南省南阳市社旗县副县长（挂职），中国铁路通信信号集团有限公司（郑州）电气化局有限公司河南省郑州市四环线及大河路快速化工程涉铁项目建设指挥部指挥长
30. 刘小营：山西省忻州市保德县韩家川乡猯窝村驻村第一书记，中国铁路工程集团有限公司中铁三局集团第六工程有限公司团委书记、经营开发部副部长
31. 刘印洲：青海省果洛藏族自治州甘德县江千乡协隆村驻村第一书记，中国铁道建筑集团有限公司中铁十七局集团第一工程有限公司项目党工委书记
32. 杨柯磊（回族）：青海省果洛藏族自治州达日县吉迈镇龙才村驻村第一书记，中国普天信息产业集团有限公司党建人力部主管
33. 刘世伟：吉林省白山市靖宇县靖宇镇靖安村驻村第一书记，中国医药集团有限公司党委组织部业务主管
34. 梁子龙：云南省昭通市鲁甸县委常委、副县长（挂职），中国保利集团有限公司中国工艺集团有限公司党群工作办公室高级经理
35. 丁潍：甘肃省定西市陇西县副县长（挂职），中国建设科技有限公司亚太建设科技信息研究院有限公司党委工作部主任
36. 韩莽：云南省大理白族自治州漾濞彝族自治县顺濞镇顺濞村和富恒乡长寿村原驻村第一书记、扶贫工作队队长，中国冶金地质总局三局党建工作部干部
37. 王勤旺：甘肃省天水市张家川回族自治县张家川镇堡山村原驻村第一书记、帮扶工作队队长，中国煤炭地质总局纪委驻中能化发展建设集团有限公司纪检组副组长
38. 王宝龙（回族）：山西省忻州市神池县原县委常委、副县长（挂职），中国民航信息集团有限公司中国民航信息网络股份有限公司华东研发中心筹建负责人
39. 明智安：宁夏回族自治区吴忠市盐池县委常委、副县长（挂职），中国航空油料集团有限公司华北公司第二航空加油站副经理
40. 李峻峰：陕西省汉中市镇巴县泾洋街道办事处蒿坪子村驻村第一书记，中国能源建设集团有限公司西北电力建设工程有限公司战略与法律事务部副主任
41. 王晓东：贵州省黔西南布依族苗族自治州贞丰县珉谷街道纳尧村驻村第一书记，中国黄金集团有限公司党群工作部（党委宣传部）业务主任
42. 叶兴斌：贵州省黔东南苗族侗族自治州原州委常委、副州长（挂职），华侨城集团有限公司康佳集团股份有限公司党委副书记
43. 陈登：甘肃省临夏回族自治州临夏县掌子沟乡白土窑村原驻村第一书记，南光（集团）有限公司（中国南光集团有限公司）南光航空燃料服务有限公司副经理
44. 孟鹏飞：湖北省孝感市孝昌县花园镇松林岗村驻村第一书记，中国铁路物资集团有限公司哈尔滨物流有限公司综合管理部部长
45. 李学森：湖北省恩施土家族苗族自治州利川市副市长（挂职），中国国新控股有限责任公司北京新华印刷厂、彩印厂、器材厂党委书记、厂长
46. 彭加森（土家族）：湖南省湘西土家族苗族自治州保靖县清水坪镇中溪村驻村第一书记，中国铁塔股份有限公司湘西州分公司区域经理

## 中央军委政治工作部
1. 崔波：西藏军区政治工作部群工联络处处长
2. 吕金利：联勤保障部队第九八八医院普通外科副主任医师
3. 王淑海：中央军委联合参谋部某所助理工程师
4. 许传文：中央军委后勤保障部政治工作局宣传处干事
5. 王旭：东部战区政治工作部群工联络局原干事，解放军94326部队副政治委员
6. 何俊诚：解放军66132部队参谋
7. 宋勇：新疆军区政治工作部群工联络处原干事，广东省军区广州第一退休干部休养所干部
8. 刘林（满族）：解放军65379部队88分队政治教导员
9. 卜瑞鑫：山西陆军预备役步兵第八十三师教导队队长
10. 李晓宁：陆军政治工作部群工联络局群众工作处干事
11. 田阔：解放军31667部队25分队干事
12. 刘尧：空军政治工作部群工联络局群工信访处干事
13. 俞细文：解放军96812部队49分队技师（四级军士长）
14. 王成龙：军事科学院政治工作部组织处秘书
15. 曾润洲：江西省井冈山市人民武装部职工
16. 王连山：湖北省英山县人民武装部部长
17. 邓世松：安徽省庐江县人民武装部部长
18. 吴设玲：广西壮族自治区南宁市邕宁区人民武装部政治委员
19. 王军：山西省广灵县人民武装部部长
20. 赖林军：浙江省军区政治工作局干事
21. 艾山江·阿不都拉（维吾尔族）：武警新疆总队南疆指挥部政治工作部保卫科干事
22. 东主才朗（藏族）：武警西藏总队林芝支队政治工作处宣传保卫股干事
23. 王猛：武警部队政治工作部办公室群众工作处副处长

## 中央和国家机关工委
1. 陈劲松：四川省乐山市马边彝族自治县委副书记、副县长（挂职），中央纪委国家监委驻科技部纪检监察组办公室主任
2. 胡达：陕西省安康市宁陕县筒车湾镇海棠园村原第一书记，中央办公厅四级调研员
3. 王小权：生前为贵州省黔东南苗族侗族自治州台江县老屯乡党委副书记、长滩村第一书记，中央组织部干部三局二处副处长
4. 吕凯：中央宣传部机关扶贫办主任、机关工会主席
5. 张奔：中央统战部办公厅社会服务处处长
6. 杨万强：河北省石家庄市行唐县委常委、副县长（挂职），中央对外联络部办公厅秘书二处一级调研员
7. 王平堂：吉林省延边朝鲜族自治州安图县明月镇龙泉村原第一书记，中央政研室机关服务中心主任
8. 李冬：陕西省汉中市佛坪县西岔河镇银厂沟村原第一书记，中央网信办国际合作局综合处三级主任科员
9. 赵亚：重庆市彭水苗族土家族自治县副县长（挂职），中央外办秘书行政局参赞兼处长
10. 王华：内蒙古自治区乌兰察布市化德县白音特拉乡白音特拉村第一书记兼驻村工作队队长，中央编办机关服务中心综合处处长
11. 王羽霄：河北省张家口市阳原县委副书记（挂职），中央和国家机关党校行政管理处处长
12. 赵广周：云南省普洱市墨江哈尼族自治县雅邑镇坝利村第一书记兼驻村工作队队长，中央党校（国家行政学院）进修一部一级巡视员
13. 刘宏宇：河北省保定市唐县原副县长（挂职），中央党史和文献研究院离退休干部局服务一处二级调研员
14. 时圣宇：河南省商丘市虞城县利民镇西关村第一书记，人民日报社政治文化部党建新闻室编辑、记者
15. 夏成方：山西省晋中市和顺县原县委常委、副县长（挂职）、长治市壶关县五龙山乡水池村原第一书记，全国总工会北戴河疗养院院长
16. 连李生：山西省吕梁市石楼县罗村镇泊河村第一书记，共青团中央宣传部新闻处处长
17. 郭冬生：甘肃省定西市漳县原县委常委、副县长（挂职），中华女子学院（全国妇联干部培训学院）儿童发展与教育学院副院长
18. 曹俊：甘肃省陇南市武都区鱼龙镇上尹家村第一书记，中国文联国际联络部美大国际组织处处长
19. 陈涛：甘肃省甘南藏族自治州临潭县冶力关镇池沟村原第一书记，中国作协中国作家网总编辑
20. 杨波：内蒙古自治区锡林郭勒盟太仆寺旗骆驼山镇骆驼山村、帐房山村原第一书记，全国人大常委会办公厅机关事务管理局办公室副主任
21. 赵立军：安徽省六安市舒城县杭埠镇朱流圩村原第一书记，全国政协经济委员会办公室副处长
22. 葛承刚：国务院办公厅秘书二局四处副处长
23. 薛炜：云南省文山壮族苗族自治州麻栗坡县委常委、副县长（挂职），外交部一局一等秘书、一级调研员
24. 郑慧涛：河北省石家庄市灵寿县马家庄村第一书记，国家发展改革委农村经济司综合处一级主任科员
25. 吴延磊：教育部发展规划司扶贫处处长
26. 李雪明：青海省玉树藏族自治州治多县原县委常委、副县长，州教育局原副局长（援青），教育部巡视工作办公室巡视工作一处处长
27. 胡熳华（女）：中国农村技术开发中心科技扶贫与创业服务处处长
28. 陆瑞阳：四川省南充市嘉陵区世阳镇党委副书记、谢家庙村第一书记，工业和信息化部机关党委巡视工作处二级调研员
29. 刘媛媛（女，苗族）：中央民族歌舞团一级演员
30. 李金东：国家移民局驻广西壮族自治区柳州市三江侗族自治县扶贫工作组组长，中华人民共和国柳州出入境边防检查站党委书记、站长
31. 刘喜堂：民政部扶贫办主任、低收入家庭认定指导中心主任
32. 柯晓山：民政部社会组织管理局（社会组织执法监督局）社会组织管理四处处长
33. 李宗波：河北省衡水市阜城县建桥乡建阳村第一书记，中央依法治国办秘书局协调处二级主任科员
34. 刘斌樑：湖南省岳阳市平江县加义镇泊头村第一书记，财政部行政政法司副处长
35. 罗义：财政部脱贫办工作组副处长
36. 汪圣军：甘肃省临夏回族自治州人力资源和社会保障局副局长（挂职），人力资源和社会保障部农村社会保险司二级巡视员
37. 李兆宜：江西省赣州市赣县区五云镇夏潭村原第一书记，自然资源部自然资源所有者权益司评价考核处副处长
38. 马飞：河北省承德市围场满族蒙古族自治县克勒沟镇元宝洼村第一书记，生态环境部核电安全监管司核电三处四级调研员
39. 董红梅（女）：住房和城乡建设部扶贫办副主任
40. 王虹航：青海省西宁市大通回族土族自治县副县长（挂职），中国建设报社理事会专职副理事长
41. 关笑楠（女，锡伯族）：陕西省咸阳市淳化县原县长助理（挂职），交通运输部运输服务司道路客运管理处处长
42. 汪忠：交通运输部综合规划司投资计划处（扶贫处）三级调研员
43. 胡孟：水利部农村水利水电司农村供水处处长
44. 严东权：农业农村部发展规划司副司长
45. 金达芾：四川省广安市广安区龙安乡革新村第一书记，商务部对外贸易司战略发展处一级主任科员
46. 李克（女）：文化和旅游部离退休人员服务中心一级演员（已退休）
47. 何锦国：国家卫生健康委财务司司长
48. 谢留强：山西省大同市阳高县委常委、副县长（挂职），应急管理部机关服务中心交通处正处级干部
49. 侯雅丽（女）：中国人民银行机关工会主席
50. 谷啸：陕西省铜川市宜君县委原副书记（挂职）、彭镇武家塬村原第一书记，中国人民银行内审司综合处一级调研员
51. 郭春伟：河北省保定市顺平县蒲上镇西南蒲村原第一书记，审计署驻郑州特派员办事处农业审计处副处长
52. 包明凯：国务院国资委机关服务管理局改革指导处处长
53. 丁喆（回族）：河北省邯郸市魏县原县委常委、副县长（挂职），国务院国资委企业领导人员管理一局综合处处长
54. 房季：河南省商丘市民权县委常委、副县长（挂职），海关总署机关党委办公室一级调研员
55. 鲍金虎：四川省甘孜藏族自治州德格县委常委、副县长（挂职），广电总局政策法规司综合处处长
56. 聂伟：山西省忻州市代县县委常委、副县长（挂职），北京体育大学宣传部常务副部长
57. 申孟宜：内蒙古自治区锡林郭勒盟正镶白旗星耀镇查干宝恩本村原第一书记，新疆生产建设兵团统计局工业和固定资产投资统计处副处长（援疆），国家统计局服务业司副处长
58. 杨文军：吉林省延边朝鲜族自治州龙井市委常委、副市长（挂职），国务院参事室参事业务一司参事业务三处处长
59. 赵振兴：河北省保定市阜平县龙泉关镇平石头村第一书记，国管局服务司服务三处三级调研员
60. 王涛：河南省南阳市淅川县毛堂乡银杏树沟村第一书记，国务院研究室秘书司处长
61. 侯雪静（女）：新华社国内新闻编辑部中央新闻采访中心经济采访室记者
62. 曾馥平：广西壮族自治区河池市环江毛南族自治县委常委、副县长（挂职），中国科学院亚热带农业生态研究所研究员、环江喀斯特生态试验站副站长
63. 朱有勇：中国工程院院士，云南省科协党组副书记、主席，云南农业大学名誉校长
64. 吴平：河北省邯郸市大名县委常委、副县长（挂职），国务院发展研究中心资源与环境政策研究所气候政策研究室主任
65. 鞠萍（女）：中央广电总台体育青少节目中心统筹规划部主持人组组长
66. 侯俊（苗族）：内蒙古自治区兴安盟突泉县太平乡五三村第一书记，中国气象局办公室机关事务处七级职员
67. 邓怿帅：内蒙古自治区乌兰察布市兴和县副县长（挂职），全国社保基金会养老金会计部会计处处长
68. 贾永强：河北省沧州市海兴县委常委、副县长（挂职），国家信访局国家投诉受理办公室投诉三处五级职员
69. 吉志雄：江西省赣州市寻乌县晨光镇高布村第一书记兼驻村扶贫工作队队长，全国供销合作总社直属机关党委办公室二级调研员
70. 苏国霞（女）：原国务院扶贫办综合司司长
71. 杨炼（女）：原国务院扶贫办考核评估司司长
72. 陆春生：原国务院扶贫办信息中心主任
73. 张君华（女）：光明日报社扶贫办常务副主任、机关党委组织处处长
74. 张彬：江西省赣州市会昌县委常委、副县长（挂职），中国日报社财务部企业处副处长
75. 尚红伟：河北省张家口市赤城县副县长（挂职），经济日报社新闻发展中心广告处副处长
76. 李鑫鑫：重庆市开州区紫水乡党委委员、雄鹰村第一书记，中国法学会《中国法律年鉴》社（中国法学会网络中心）技术处处长
77. 徐赐明：山西省吕梁市兴县原县委副书记（挂职）兼蔡家崖乡党委第一书记，全国友协机关党委（人事工作部）人事处处长
78. 戎昌海：甘肃省陇南市文县县委常委、副县长（挂职），中国记协国际部主任
79. 周宁：甘肃省兰州市榆中县新营镇寨子村第一书记兼驻村帮扶工作队队长，全国台联机关党委办公室一级主任科员
80. 刘伟男：贵州省黔东南苗族侗族自治州从江县谷坪乡高武村第一书记，中国贸促会办公室督查室三级主任科员
81. 刘诚：河北省沧州市南皮县原副县长（挂职），中国残联教育就业部就业扶贫处一级调研员
82. 张灏：湖北省黄冈市英山县原县委常委、副县长（挂职），中国红十字会总会办公室综合处处长
83. 李洪安：宁夏回族自治区固原市彭阳县城阳乡沟圈村第一书记，宋庆龄故居管理中心办公室主任
84. 韩树青：中国国家铁路集团有限公司发展和改革部专员
85. 杜晓光：甘肃省平凉市静宁县副县长（挂职），中国银河证券股份有限公司兰州东岗西路证券营业部副总经理
86. 肖鸣：重庆市黔江区沙坝镇木良村第一书记兼驻村工作队队长，中信银行股份有限公司重庆分行高级业务经理
87. 梁军[需要消歧义]：中国邮政集团有限公司陕西省分公司扶贫办主任
88. 周玉文（女）：四川省凉山彝族自治州喜德县委常委（挂职），国家档案局档案资料保管部政法文教档案保管处处长
89. 孙元辛：甘肃省定西市通渭县原副县长（挂职），国家能源局综合司督办处三级调研员
90. 王晓荣：陕西省汉中市略阳县金家河镇黄家沟村第一书记，国家国防科工局核技术支持中心监督二处副处长
91. 郝学峰（女）：国家林草局扶贫办副主任
92. 徐帅：贵州省黔东南苗族侗族自治州榕江县忠诚镇高扒村第一书记，国家铁路局综合司秘书处二级主任科员
93. 彭诚：中国民航新疆管理局驻新疆维吾尔自治区和田地区策勒县达玛沟乡“访惠聚”工作队总领队、古勒铁日干村工作队队长，中国民航新疆管理局党委常委、副局长
94. 邓治国：国家邮政局机关党委（扶贫办）办公室三级调研员
95. 贺鹏：河南省周口市淮阳县城关镇北关村、白楼镇大李村原第一书记，国家文物局党组巡视工作领导小组办公室巡视工作处处长
96. 董云龙：山西省忻州市五寨县副县长（挂职），国家中医药局医政司（中西医结合与民族医药司）基层服务管理处处长
97. 时鹏：湖南省张家界市桑植县陈家河镇仓关峪村第一书记，国家知识产权局专利局光电部计量三处副处长
98. 徐鑫：甘肃省临夏回族自治州永靖县副县长（挂职），中国地震局人事教育司机构工资处副处长
99. 杨亮（回族）：内蒙古自治区通辽市奈曼旗委组织部副部长、大沁他拉镇哈沙图村第一书记兼驻村工作队队长，国家自然科学基金委机关党委纪委办公室助理研究员
100. 高泽生：贵州省铜仁市江口县太平镇党委副书记、岑忙村第一书记，中国浦东干部学院办公厅院务办公室（联络接待办公室）二级主任科员
101. 王金阳：四川省凉山彝族自治州越西县副县长（挂职），中国延安干部学院办公厅秘书处四级调研员
102. 范国盛：江西省上饶市鄱阳县游城乡花桥村原第一书记，中国井冈山干部学院教务部教学管理处副处长
103. 赵汐：山西省吕梁市方山县副县长（挂职），北京理工大学党委组织部副处级干部
104. 方原：广西壮族自治区柳州市融水苗族自治县安太乡江竹村第一书记，西北工业大学学生处业务主管
105. 李峰：广西壮族自治区来宾市金秀瑶族自治县桐木镇三友村原第一书记，哈尔滨工业大学校医院党委书记
106. 王月震：贵州省毕节市纳雍县副县长（挂职），民革中央办公厅主席办公室三级调研员
107. 张红全：河北省邢台市广宗县葫芦乡伏城村第一书记，民盟中央社会服务部办公室主任
108. 李晓林：中华思源工程扶贫基金会副理事长兼秘书长
109. 杨振敏（女，蒙古族）：贵州省黔西南布依族苗族自治州安龙县原副县长（挂职），民进中央参政议政部综合处副处长
110. 汪庆发：重庆市酉阳土家族苗族自治县副县长（挂职），致公党中央参政议政部调研处处长
111. 张红喜：四川省广元市旺苍县副县长（挂职），九三学社中央社会服务部经济处处长
112. 刘晓英（女）：台盟中央社会服务部扶贫工作处一级调研员
113. 宋彪：云南省怒江傈僳族自治州兰坪白族普米族自治县副县长（挂职），中国人民大学学校办公室副主任
114. 张琦：北京师范大学中国扶贫研究院院长、经济与资源管理研究院党总支书记
115. 李小云：中国农业大学文科讲席教授、国际发展与全球农业学院名誉院长
116. 李萌：甘肃省天水市秦安县西川镇小寨村第一书记，北京科技大学扶贫办副主任、党委组织部副处级组织员
117. 徐泽敏：内蒙古自治区通辽市科尔沁左翼中旗政府党组成员（挂职），北京化工大学国内合作交流处副处长
118. 张磊：青海省海东市化隆回族自治县扎巴镇知海买村第一书记，中国地质大学（北京）科技处助理研究员
119. 张骅：内蒙古自治区兴安盟科尔沁右翼前旗科尔沁镇远新村第一书记，北京林业大学团委副书记
120. 张顺尧：甘肃省定西市临洮县委常委、副县长（挂职），中国银保监会统计信息与风险监测部监管科技处一级调研员
121. 杨志海：河南省开封市兰考县原副县长（挂职），中国证监会办公厅扶贫办副主任
122. 赵棣华：河北省邢台市巨鹿县副县长（挂职），国家外汇局综合司保密档案处副处长
123. 李学征：四川省泸州市古蔺县原副县长（挂职）、永乐镇麻柳滩村原第一书记，国家开发银行规划部区域发展规划二处副处长
124. 李桂林：重庆市云阳县云安镇铜鼓村原第一书记，中国进出口银行内控合规部内控管理和案件防控处副处长
125. 姜列友：甘肃省张掖市原市委常委、副市长（挂职），中国农业发展银行扶贫综合业务部副总经理
126. 付志强：河北省衡水市武强县周窝镇李封庄村第一书记，中国农业银行国际金融部综合管理处副处长
127. 赵文彬：安徽省六安市裕安区委常委、副区长（挂职），太平财产保险有限公司江苏分公司党委委员、副总经理
128. 范琛：安徽省六安市霍邱县宋店乡南北四村原第一书记兼扶贫工作队队长，中国出口信用保险公司广东分公司汕头营业部总经理助理
129. 方思国：四川省达州市宣汉县峰城镇仁义村第一书记兼驻村工作队队长，中国华融资产管理股份有限公司四川省分公司综合管理部经理
130. 刘兴焕：陕西省宝鸡市陇县原副县长（挂职），中国长城资产管理股份有限公司法律合规部合同管理处高级经理
131. 徐东平：新疆维吾尔自治区喀什地区巴楚县琼库尔恰克乡且克且克村第一书记，中华联合财产保险股份有限公司哈密分公司党委委员、纪委书记、副总经理
132. 吴德胜：青海省海东市乐都区副区长（挂职），中国信达资产管理股份有限公司青海省分公司业务处高级副经理
133. 曹雪森：中国民生银行总行办公室社会责任管理处处长